# Tour de qualification de la Ligue des champions de hockey sur glace 2014-2015
Le Tour de qualification de la Ligue des champions de hockey sur glace 2014-2015 est la première partie de cette compétition européenne de hockey sur glace, disputée sous forme de mini-championnat par 44 équipes entre le 21 août et le 8 octobre 2014. À l'issue de cette phase de poules, les équipes qualifiées (les 11 premiers de chaque poule et les 5 meilleurs deuxièmes intègrent la série éliminatoire (huitièmes de finale).

## Groupe A

### Matches
| 21 août 2014 | Kölner Haie | 2-1 (1-0, 1-1, 0-0) | HC Košice | Lanxess Arena, Cologne 4 000 spectateurs |

| Feuille de match     | Feuille de match                                                         | Feuille de match   | Feuille de match                  | Feuille de match                                                           |
| -------------------- | ------------------------------------------------------------------------ | ------------------ | --------------------------------- | -------------------------------------------------------------------------- |
|                      | Sulzer (Johnson) — 12 min 39 s Falk (Gogulla, Rankin) — 34 min 34 s (SN) | 1-0 2-0 2-1        | Bicek (Kolena) — 38 min 43 s (SN) | Arbitrage : Sören Persson Markus Krawinkel Benjamin Hoppe Christoph Hurtik |
| Danny aus den Birken | Gardiens                                                                 | Marcel Melichercik |                                   | Arbitrage : Sören Persson Markus Krawinkel Benjamin Hoppe Christoph Hurtik |
| 12 min               | Pénalités                                                                | 4 min              |                                   | Arbitrage : Sören Persson Markus Krawinkel Benjamin Hoppe Christoph Hurtik |
| 30                   | Tirs                                                                     | 21                 |                                   | Arbitrage : Sören Persson Markus Krawinkel Benjamin Hoppe Christoph Hurtik |

| 21 août 2014 | Bílí Tygři Liberec | 3-4 (0-2, 2-2, 1-0) | Kärpät Oulu | Tipsport Arena, Liberec |

| Feuille de match | Feuille de match                                                                                 | Feuille de match            | Feuille de match | Feuille de match                                                  |
| ---------------- | ------------------------------------------------------------------------------------------------ | --------------------------- | --- | ----------------------------------------------------------------- |
|                  | Filippi (Bulir) — 28 min 39 s Bulir (Valsky) — 38 min 59 s Bartek (Filippi, Bulir) — 45 min 37 s | 0-1 0-2 0-3 0-4 1-4 2-4 3-4 | Davis (Deschamps) — 2 min 56 s (SN) Junttila (Kemppainen, Spang) — 19 min 39 s (IN) Spang (Huml, Komulainen) — 23 min 4 s Suoranta (Glenn) — 27 min 9 s | Arbitrage : Wolmer Edqvist Martin Fraňo David Jelinek Tomáš Pešek |
| Jan Lasak        | Gardiens                                                                                         | Tomi Karhunen               | | Arbitrage : Wolmer Edqvist Martin Fraňo David Jelinek Tomáš Pešek |
| 6 min            | Pénalités                                                                                        | 8 min                       | | Arbitrage : Wolmer Edqvist Martin Fraňo David Jelinek Tomáš Pešek |
| 23               | Tirs                                                                                             | 19                          | | Arbitrage : Wolmer Edqvist Martin Fraňo David Jelinek Tomáš Pešek |

| 23 août 2014 | HC Košice | 1-2 (1-2, 0-0, 0-0) | Kärpät Oulu | Steel Aréna, Košice 6 104 spectateurs |

| Feuille de match   | Feuille de match                             | Feuille de match | Feuille de match                                                                    | Feuille de match                                                |
| ------------------ | -------------------------------------------- | ---------------- | ----------------------------------------------------------------------------------- | --------------------------------------------------------------- |
|                    | - Zagrapan (Bartánus, Drgon) — 10 min 26 s - | 0-1 1-1 1-2      | Davis (Kukkonen, Deschamps) — 3 min 48 s - Keränen (Vallin, Manninen) — 10 min 49 s | Arbitrage : Wolmer Edqvist Juraj Konc Martin Korba Martin Smrek |
| Marcel Melichercik | Gardiens                                     | Tomi Karhunen    |                                                                                     | Arbitrage : Wolmer Edqvist Juraj Konc Martin Korba Martin Smrek |
| 8 min              | Pénalités                                    | 6 min            |                                                                                     | Arbitrage : Wolmer Edqvist Juraj Konc Martin Korba Martin Smrek |
| 27                 | Tirs                                         | 25               |                                                                                     | Arbitrage : Wolmer Edqvist Juraj Konc Martin Korba Martin Smrek |

| 23 août 2014 | Kölner Haie | 1-4 (1-1, 0-2, 0-1) | Bílí Tygři Liberec | Lanxess Arena, Cologne 4 088 spectateurs |

| Feuille de match     | Feuille de match                             | Feuille de match    | Feuille de match | Feuille de match                                                            |
| -------------------- | -------------------------------------------- | ------------------- | --- | --------------------------------------------------------------------------- |
|                      | Riefers (Stephens, Lüdemann) — 18 min 12 s - | 0-1 1-1 1-2 1-3 1-4 | Vitásek — 12 min 10 s Vampola (Filippi, Vitásek) — 29 min 53 s (IN) Vampola (Škoula, Bartek) — 39 min 38 s (SN) Bulíř — 45 min 27 s | Arbitrage : Petri Lindqvist Daniel Piechaczek Andreas Kowert Andre Schrader |
| Danny aus den Birken | Gardiens                                     | Marek Schwarz       | | Arbitrage : Petri Lindqvist Daniel Piechaczek Andreas Kowert Andre Schrader |
| 6 min                | Pénalités                                    | 6 min               | | Arbitrage : Petri Lindqvist Daniel Piechaczek Andreas Kowert Andre Schrader |
| 41                   | Tirs                                         | 29                  | | Arbitrage : Petri Lindqvist Daniel Piechaczek Andreas Kowert Andre Schrader |

| 4 septembre 2014 | Bílí Tygři Liberec | 3-2 (1-0, 1-1, 1-1) | HC Košice | Tipsport Arena, Liberec |

| Feuille de match | Feuille de match                                                         | Feuille de match    | Feuille de match                                           | Feuille de match |
| ---------------- | ------------------------------------------------------------------------ | ------------------- | ---------------------------------------------------------- | ---------------- |
|                  | Filippi — 11 min 19 s (SN) Vitasek — 32 min 3 s (SN) Vlach — 46 min 40 s | 1-0 1-1 2-1 3-1 3-2 | Bartos (Philipp, Jencik) — 25 min 6 s Jencik — 58 min 36 s |                  |
| Jan Lasak        | Gardiens                                                                 | Marcel Melichercik  |                                                            |                  |
| 10 min           | Pénalités                                                                | 20 min              |                                                            |                  |
| 29               | Tirs                                                                     | 21                  |                                                            |                  |

| 5 septembre 2014 | Kärpät Oulu | 3-2 (TB) (0-0, 0-2, 2-0, 0-0, 1-0) | Kölner Haie | Oulun Energia Areena, Oulu |

| Feuille de match          | Feuille de match                                                                                           | Feuille de match     | Feuille de match                                             | Feuille de match |
| ------------------------- | --- | -------------------- | ------------------------------------------------------------ | ---------------- |
|                           | Kemppainen (Donskoi, Junttila) — 45 min 42 s Masuhr (Glenn, Huml) — 52 min 45 s (SN) Donskoi — 70 min (TB) | 0-1 0-2 1-2 2-2 3-2  | Riefers (Pfohl, Stephens) — 27 min 34 s Ohmann — 30 min 24 s |                  |
| Tomi Karhunen Iiro Tarkki | Gardiens                                                                                                   | Danny aus den Birken |                                                              |                  |
| 6 min                     | Pénalités                                                                                                  | 24 min               |                                                              |                  |
| 35                        | Tirs | 27                   |                                                              |                  |

| 6 septembre 2014 | HC Košice | 4-3 (0-1, 3-2, 1-0) | Bílí Tygři Liberec | Steel Arena, Košice |

| Feuille de match | Feuille de match                                                                                   | Feuille de match            | Feuille de match                                                                | Feuille de match |
| ---------------- | -------------------------------------------------------------------------------------------------- | --------------------------- | ------------------------------------------------------------------------------- | ---------------- |
|                  | Lapsansky — 23 min 43 s (SN) Lapsansky — 28 min 25 s (SN) Cesik — 37 min 22 s Bartos — 48 min 35 s | 0-1 1-1 2-1 2-2 2-3 3-3 4-3 | Bulir (Bulik, Valsky) — 7 min 13 s (SN) Bartek — 34 min 12 s Bulir — 37 min 1 s |                  |
| Alexandr Hylak   | Gardiens                                                                                           | Jan Lasak                   |                                                                                 |                  |
| 16 min           | Pénalités                                                                                          | 22 min                      |                                                                                 |                  |
| 24               | Tirs                                                                                               | 19                          |                                                                                 |                  |

| 7 septembre 2014 | Kölner Haie | 3-2 (0-2, 1-0, 2-0) | Kärpät Oulu | Lanxess Arena, Cologne |

| Feuille de match     | Feuille de match | Feuille de match    | Feuille de match                                                                          | Feuille de match |
| -------------------- | --- | ------------------- | ----------------------------------------------------------------------------------------- | ---------------- |
|                      | Riefers (Stephens, Tripp) — 29 min 13 s (SN) Minard (Johnson, Tjärnqvist) — 50 min 21 s (SN) Minard (Johnson, Stephens) — 53 min 55 s (SN) | 0-1 0-2 1-2 2-2 3-2 | Pyorala (Huml, Deschamps) — 2 min 22 s (2 SN) Donskoi (Junttila, Kemppainen) — 10 min 1 s |                  |
| Danny aus den Birken | Gardiens | Tomi Karhunen       |                                                                                           |                  |
| 16 min               | Pénalités | 14 min              |                                                                                           |                  |
| 27                   | Tirs | 36                  |                                                                                           |                  |

| 24 septembre 2014 | Bílí Tygři Liberec | 2-1 (1-0, 1-1, 0-0) | Kölner Haie | Tipsport Arena, Liberec |

| Feuille de match | Feuille de match                                                                         | Feuille de match      | Feuille de match                       | Feuille de match                                                 |
| ---------------- | ---------------------------------------------------------------------------------------- | --------------------- | -------------------------------------- | ---------------------------------------------------------------- |
|                  | Jelínek (Gřegořek, Bulík) — 8 min 59 s (SN) Bulík (Jelinek, Gřegořek) — 31 min 52 s (SN) | 1-0 2-0 2-1           | Sulzer (Ohmann, Johnson) — 39 min 53 s | Arbitrage : Ievgueni Romasko Robin Šír Tomáš Pešek David Jelínek |
| Marek Schwarz    | Gardiens                                                                                 | Sebastian Stefaniszin |                                        | Arbitrage : Ievgueni Romasko Robin Šír Tomáš Pešek David Jelínek |
| 10 min           | Pénalités                                                                                | 14 min                |                                        | Arbitrage : Ievgueni Romasko Robin Šír Tomáš Pešek David Jelínek |
|                  |                                                                                          |                       |                                        | Arbitrage : Ievgueni Romasko Robin Šír Tomáš Pešek David Jelínek |

| 24 septembre 2014 | Kärpät Oulu | 3-2 (pr) (1-1, 1-1, 0-0, 1-0) | HC Košice | Oulun Energia Areena, Oulu |

| Feuille de match | Feuille de match                                                                                     | Feuille de match    | Feuille de match                                 | Feuille de match                                                     |
| ---------------- | --- | ------------------- | ------------------------------------------------ | -------------------------------------------------------------------- |
|                  | Donskoi — 15 s Junttila (Kemppainen, Donskoi) — 31 min 36 s Masuhr (Donskoi, Kukkonen) — 64 min 55 s | 1-0 1-1 1-2 2-2 3-2 | Sojčík — 19 min 24 s Šeda (Špilár) — 29 min 10 s | Arbitrage : Aleš Vladyka Petri Lindqvist Samuli Orava Harri Perämäki |
| Iiro Tarkki      | Gardiens                                                                                             | Alexandr Hylák      |                                                  | Arbitrage : Aleš Vladyka Petri Lindqvist Samuli Orava Harri Perämäki |
| 4 min            | Pénalités                                                                                            | 8 min               |                                                  | Arbitrage : Aleš Vladyka Petri Lindqvist Samuli Orava Harri Perämäki |
|                  | |                     |                                                  | Arbitrage : Aleš Vladyka Petri Lindqvist Samuli Orava Harri Perämäki |

| 8 octobre 2014 | HC Košice | 4-3 (2-1, 2-1, 0-1) | Kölner Haie | Steel Arena, Košice |

| Feuille de match   | Feuille de match | Feuille de match            | Feuille de match | Feuille de match                          |
| ------------------ | --- | --------------------------- | --- | ----------------------------------------- |
|                    | Jencik (Spilar) — 4 min 22 s Spilar (Bartos, Jencik) — 16 min 10 s Bartanus (Philipp, Černák) — 29 min 41 s (SN) Hrnka (Chovan) — 35 min 52 s (IN) | 1-0 1-1 2-1 2-2 3-2 3-3 4-3 | Minard (Rankin, Johnson) — 6 min 8 s Rankin (Lüdemann) — 22 min 57 s Tjärnqvist (Tripp, Johnson) — 54 min 12 s (SN) | Arbitrage : Oskirko Baluska Sefcik Vyleta |
| Marcel Melichercik | Gardiens | Sebastian Stefaniszin       | | Arbitrage : Oskirko Baluska Sefcik Vyleta |
| 12 min             | Pénalités | 14 min                      | | Arbitrage : Oskirko Baluska Sefcik Vyleta |
| 27                 | Tirs | 17                          | | Arbitrage : Oskirko Baluska Sefcik Vyleta |

| 8 octobre 2014 | Kärpät Oulu | 3-1 (1-0, 0-0, 2-1) | Bílí Tygři Liberec | Oulun Energia Areena, Oulu 3 011 spectateurs |

| Feuille de match | Feuille de match | Feuille de match | Feuille de match               | Feuille de match                                 |
| ---------------- | --- | ---------------- | ------------------------------ | ------------------------------------------------ |
|                  | Manninen (Spang, Masuhr) — 3 min 26 s (SN) Junttila (Kemppainen, Masuhr) — 43 min 47 s Manninen (Glenn, Masuhr) — 48 min 30 s | 1-0 2-0 3-0 3-1  | Jelinek (Filippi) — 57 min 1 s | Arbitrage : Brill Hakkarainen Kiilunen Österholm |
| Tomi Karhunen    | Gardiens | Marek Schwarz    |                                | Arbitrage : Brill Hakkarainen Kiilunen Österholm |
| 6 min            | Pénalités | 4 min            |                                | Arbitrage : Brill Hakkarainen Kiilunen Österholm |
| 28               | Tirs | 16               |                                | Arbitrage : Brill Hakkarainen Kiilunen Österholm |

### Classement final
| Clt   | Équipe                | PJ | V | VP | D | DP | BP | BC | Diff | Pts |
| ----- | --------------------- | -- | - | -- | - | -- | -- | -- | ---- | --- |
| +001, | Kärpät Oulu           | 6  | 3 | 2  | 1 | 0  | 17 | 12 | +5   | 13  |
| +002, | HC Bílí Tygři Liberec | 6  | 3 | 0  | 3 | 0  | 16 | 15 | +1   | 9   |
| +003, | HC Košice             | 6  | 2 | 0  | 3 | 1  | 14 | 16 | -2   | 7   |
| +004, | Kölner Haie           | 6  | 2 | 0  | 3 | 1  | 12 | 16 | -4   | 7   |

- Qualifié pour les huitièmes de finale

## Groupe B

### Matches
| 21 août 2014 | Vienna Capitals | 4-1 (3-0, 0-0, 1-1) | Färjestads BK | Albert Schultz Eishalle, Vienne 3 650 spectateurs |

| Feuille de match | Feuille de match | Feuille de match           | Feuille de match                          | Feuille de match                                                   |
| ---------------- | --- | -------------------------- | ----------------------------------------- | ------------------------------------------------------------------ |
|                  | Foucault (Peter) — 2 min 46 s (SN) Schlacher — 5 min 38 s Naglich (Macarthur, Fraser) — 10 min 43 s Foucault (Jessiman, Iberer) — 58 min 10 s (SN) | 1-0 2-0 3-0 3-1 4-1        | Aslund (Gulas, Klepiš) — 51 min 11 s (SN) | Arbitrage : Vladimir Baluska Viki Trilar Attila Nagy Damir Rakovic |
| Matt Zaba        | Gardiens | Fredrik Pettersson Wentzel |                                           | Arbitrage : Vladimir Baluska Viki Trilar Attila Nagy Damir Rakovic |
| 14 min           | Pénalités | 37 min                     |                                           | Arbitrage : Vladimir Baluska Viki Trilar Attila Nagy Damir Rakovic |
| 17               | Tirs | 23                         |                                           | Arbitrage : Vladimir Baluska Viki Trilar Attila Nagy Damir Rakovic |

| 21 août 2014 | ZSC Lions | 4-1 (1-1, 1-0, 2-0) | Vålerenga ishockey | Hallenstadion, Zurich 1 917 spectateurs |

| Feuille de match | Feuille de match | Feuille de match    | Feuille de match                | Feuille de match                                                     |
| ---------------- | --- | ------------------- | ------------------------------- | -------------------------------------------------------------------- |
|                  | Baltisberger (Blindenbacher) — 2 min 24 s (SN) Keller (Nilsson, Shannon) — 21 min 52 s Bastl (Fritsche) — 44 min 26 s Zangger — 51 min 22 s (SN) | 1-0 1-1 2-1 3-1 4-1 | Karterud (Braeck) — 17 min 13 s | Arbitrage : Linus Öhlund Stefan Eichman Roman Kaderli Andreas Kohler |
| Lukas Flueler    | Gardiens | Steffen Soeberg     |                                 | Arbitrage : Linus Öhlund Stefan Eichman Roman Kaderli Andreas Kohler |
| 8 min            | Pénalités | 22 min              |                                 | Arbitrage : Linus Öhlund Stefan Eichman Roman Kaderli Andreas Kohler |
| 37               | Tirs | 27                  |                                 | Arbitrage : Linus Öhlund Stefan Eichman Roman Kaderli Andreas Kohler |

| 23 août 2014 | Vienna Capitals | 2-1 (0-0, 1-1, 1-0) | Vålerenga ishockey | Albert Schultz Eishalle, Vienne |

| Feuille de match | Feuille de match                                                                       | Feuille de match | Feuille de match                                          | Feuille de match |
| ---------------- | -------------------------------------------------------------------------------------- | ---------------- | --------------------------------------------------------- | ---------------- |
|                  | Macarthur (Rotter, Iberer) — 28 min 59 s (SN) Macarthur (Rotter, Iberer) — 53 min (SN) | 1-0 1-1 2-1      | Broems (Bonsaksen, Follestad Johansen) — 32 min 48 s (SN) |                  |
| David Kickert    | Gardiens                                                                               | Steffen Soeberg  |                                                           |                  |
| 30 min           | Pénalités                                                                              | 22 min           |                                                           |                  |
| 34               | Tirs                                                                                   | 24               |                                                           |                  |

| 23 août 2014 | ZSC Lions | 2-3 (pr) (0-1, 1-0, 1-1, 0-1) | Färjestads BK | Hallenstadion, Zurich |

| Feuille de match               | Feuille de match                                                          | Feuille de match    | Feuille de match                                                                                       | Feuille de match |
| ------------------------------ | ------------------------------------------------------------------------- | ------------------- | --- | ---------------- |
|                                | Baltisberger (Bergeron, Shannon) — 34 min 44 s (SN) Baltisberger — 50 min | 0-1 1-1 1-2 2-2 2-3 | Hillding (Lalonde, Klepiš) — 5 min 53 s Rohdin (Aquino, Klepis) — 41 min 23 s (SN) Gulas — 60 min 36 s |                  |
| Urban Leimbacher Lukas Flueler | Gardiens                                                                  | Justin Pogge        | |                  |
| 18 min                         | Pénalités                                                                 | 14 min              | |                  |
| 41                             | Tirs                                                                      | 30                  | |                  |

| 4 septembre 2014 | Vålerenga ishockey | 1-2 (0-0, 1-1, 0-1) | Vienna Capitals | Jordal Amfi, Oslo |

| Feuille de match | Feuille de match        | Feuille de match | Feuille de match                                                 | Feuille de match |
| ---------------- | ----------------------- | ---------------- | ---------------------------------------------------------------- | ---------------- |
|                  | Bonsaksen — 24 min 47 s | 1-0 1-1 1-2      | Foucault (Ferland, Watkins) — 29 min 35 s Puschnik — 48 min 42 s |                  |
| Steffen Soberg   | Gardiens                | Matt Zaba        |                                                                  |                  |
| 6 min            | Pénalités               | 24 min           |                                                                  |                  |
| 24               | Tirs                    | 23               |                                                                  |                  |

| 4 septembre 2014 | Färjestads BK | 4-3 (pr) (1-2, 1-0, 1-1, 1-0) | ZSC Lions | Löfbergs Lila Arena, Karlstad |

| Feuille de match           | Feuille de match | Feuille de match            | Feuille de match | Feuille de match |
| -------------------------- | --- | --------------------------- | --- | ---------------- |
|                            | Hedman (Gunnarsson, Aquino) — 17 min 49 s (SN) Hedman — 33 min 45 s Gulas (Hedman, Jensen) — 49 min 4 s (SN) Grundel — 62 min 40 s | 0-1 0-2 1-2 2-2 3-2 3-3 4-3 | Wick (Shannon, Geering) — 2 min 11 s (SN) Bärtschi (Shannon, Nilsson) — 7 min 41 s Wick (Shannon, Baltisberger) — 53 min 44 s (SN) |                  |
| Fredrik Pettersson Wentzel | Gardiens | Urban Leimbacher            | |                  |
| 14 min                     | Pénalités | 20 min                      | |                  |
| 35                         | Tirs | 25                          | |                  |

| 6 septembre 2014 | Vålerenga ishockey | 2-3 (0-1, 1-0, 0-2) | ZSC Lions | Jordal Amfi, Oslo |

| Feuille de match | Feuille de match                                               | Feuille de match    | Feuille de match | Feuille de match |
| ---------------- | -------------------------------------------------------------- | ------------------- | --- | ---------------- |
|                  | Sorvik — 25 min Gunnarson (Stene, Karterud) — 50 min 56 s (SN) | 0-1 1-1 1-2 2-2 2-3 | Nilsson (Shannon, Geering) — 8 min 25 s Blindenbacher (Nilsson, Bergeron) — 46 min 55 s Cunti (Nilsson) — 48 min 56 s |                  |
| Steffen Soberg   | Gardiens                                                       | Leimbacher          | |                  |
| 16 min           | Pénalités                                                      | 24 min              | |                  |
| 21               | Tirs                                                           | 27                  | |                  |

| 6 septembre 2014 | Färjestads BK | 1-2 (TB) (0-1, 0-0, 1-0, 0-0, 0-1) | Vienna Capitals | Löfbergs Lila Arena, Karlstad |

| Feuille de match | Feuille de match     | Feuille de match | Feuille de match                              | Feuille de match |
| ---------------- | -------------------- | ---------------- | --------------------------------------------- | ---------------- |
|                  | Wallin — 41 min 51 s | 0-1 1-1 1-2      | Macarthur — 2 min 38 s Jessiman — 70 min (TB) |                  |
| Justin Pogge     | Gardiens             | Kickert          |                                               |                  |
|                  |                      |                  |                                               |                  |
| 34               | Tirs                 | 26               |                                               |                  |

| 23 septembre 2014 | ZSC Lions | 2-1 (pr) (1-1, 0-0, 0-0, 1-0) | Vienna Capitals | Hallenstadion, Zurich 3 314 spectateurs |

| Feuille de match | Feuille de match                                                                  | Feuille de match | Feuille de match                 | Feuille de match                               |
| ---------------- | --------------------------------------------------------------------------------- | ---------------- | -------------------------------- | ---------------------------------------------- |
|                  | Bärtschi (Keller, Seger) — 12 min Baltisberger (Seger, Keller) — 62 min 26 s (SN) | 1-0 1-1 2-1      | Ferland (Foucault) — 19 min 47 s | Arbitrage : Leppanen Vinnerborg Espinoza Roher |
| Lukas Flüeler    | Gardiens                                                                          | Matt Zaba        |                                  | Arbitrage : Leppanen Vinnerborg Espinoza Roher |
| 18 min           | Pénalités                                                                         | 14 min           |                                  | Arbitrage : Leppanen Vinnerborg Espinoza Roher |
| 35               | Tirs                                                                              | 25               |                                  | Arbitrage : Leppanen Vinnerborg Espinoza Roher |

| 23 septembre 2014 | Färjestads BK | 4-1 (0-1, 1-0, 3-0) | Vålerenga ishockey | Löfbergs Lila Arena, Karlstad |

| Feuille de match | Feuille de match | Feuille de match    | Feuille de match                      | Feuille de match                            |
| ---------------- | --- | ------------------- | ------------------------------------- | ------------------------------------------- |
|                  | Klepis — 28 min 55 s (TP) Hedman (Aquino, Persson) — 41 min 4 s Olofsson (Wallin, Lalonde) — 49 min 21 s Rohdin (Lalonde) — 59 min 16 s (CV) | 0-1 1-1 2-1 3-1 4-1 | Lindstrom (Soervik) — 1 min 48 s (SN) | Arbitrage : Konc Sjöberg Pihlblad Wernström |
| Justin Pogge     | Gardiens | Soeberg             |                                       | Arbitrage : Konc Sjöberg Pihlblad Wernström |
| 10 min           | Pénalités | 10 min              |                                       | Arbitrage : Konc Sjöberg Pihlblad Wernström |
| 34               | Tirs | 19                  |                                       | Arbitrage : Konc Sjöberg Pihlblad Wernström |

| 7 octobre 2014 | Vienna Capitals | 5-3 (0-1, 2-2, 3-0) | ZSC Lions | Albert Schultz Eishalle, Vienne 4 450 spectateurs |

| Feuille de match | Feuille de match | Feuille de match                | Feuille de match                                                                                         | Feuille de match                       |
| ---------------- | --- | ------------------------------- | --- | -------------------------------------- |
|                  | Fraser (Rotter, Naglich) — 23 min 45 s (SN) Schlacher (Macarthur, Rotter) — 29 min 41 s (SN) Fraser (Macarthur, Rotter) — 45 min 14 s Fraser (Naglich) — 57 min 2 s Ferland (Watkins) — 59 min 51 s (IN + CV) | 0-1 1-1 1-2 2-2 2-3 3-3 4-3 5-3 | Wick (Bastl) — 10 min 57 s (SN) Smith (Cunti, Wick) — 26 min 31 s Nilsson (Shannon, Seger) — 35 min 35 s | Arbitrage : Rohatsch Gebel Nagy Nemeth |
| Matt Zaba        | Gardiens | Lukas Flüeler                   | | Arbitrage : Rohatsch Gebel Nagy Nemeth |
| 8 min            | Pénalités | 22 min                          | | Arbitrage : Rohatsch Gebel Nagy Nemeth |
| 24               | Tirs | 20                              | | Arbitrage : Rohatsch Gebel Nagy Nemeth |

| 8 octobre 2014 | Vålerenga ishockey | 1-2 (TB) (0-0, 1-1, 0-0, 0-0, 0-1) | Färjestads BK | Jordal Amfi, Oslo 2 465 spectateurs |

| Feuille de match | Feuille de match                            | Feuille de match | Feuille de match                         | Feuille de match                      |
| ---------------- | ------------------------------------------- | ---------------- | ---------------------------------------- | ------------------------------------- |
|                  | Bonsaksen (Lindstrom, Broems) — 24 min (SN) | 1-0 1-1 1-2      | Jensen — 39 min 47 s Gulas — 70 min (TB) | Arbitrage : Nikolic Halm Killan Aasun |
| Steffen Soeberg  | Gardiens                                    | Justin Pogge     |                                          | Arbitrage : Nikolic Halm Killan Aasun |
| 14 min           | Pénalités                                   | 16 min           |                                          | Arbitrage : Nikolic Halm Killan Aasun |
| 20               | Tirs                                        | 39               |                                          | Arbitrage : Nikolic Halm Killan Aasun |

### Classement final
| Clt   | Équipe             | PJ | V | VP | D | DP | BP | BC | Diff | Pts |
| ----- | ------------------ | -- | - | -- | - | -- | -- | -- | ---- | --- |
| +001, | Vienna Capitals    | 6  | 4 | 1  | 0 | 1  | 16 | 9  | +7   | 15  |
| +002, | Färjestads BK      | 6  | 1 | 3  | 1 | 1  | 15 | 13 | +2   | 10  |
| +003, | ZSC Lions          | 6  | 2 | 1  | 1 | 2  | 17 | 16 | +1   | 10  |
| +004, | Vålerenga ishockey | 6  | 0 | 0  | 5 | 1  | 7  | 17 | -10  | 1   |

- Qualifié pour les huitièmes de finale

## Groupe C

### Matches
| 21 août 2014 | Genève-Servette | 4-3 (1-0, 2-0, 1-3) | Frölunda HC | Patinoire des Vernets, Genève |

| Feuille de match | Feuille de match                                                                                                  | Feuille de match            | Feuille de match                                                                                                 | Feuille de match                                                           |
| ---------------- | --- | --------------------------- | --- | -------------------------------------------------------------------------- |
|                  | Bezina (Loeffel) — 10 min 54 s (SN) Gerber (Rivera) — 33 min 12 s Mercier — 39 min 36 s (IN) Rivera — 53 min 34 s | 1-0 2-0 3-0 3-1 3-2 4-2 4-3 | Fälth (Olimb, Johnson) — 40 min 27 s (SN) Bäckman (Johnson, Stalberg) — 50 min 31 s Olimb (Johnson) — 57 min 1 s | Arbitrage : Vladimír Šindler Didier Massy Michael Tscherrig Michael Rohrer |
| Christophe Bays  | Gardiens | Lars Johansson              | | Arbitrage : Vladimír Šindler Didier Massy Michael Tscherrig Michael Rohrer |
| 28 min           | Pénalités | 6 min                       | | Arbitrage : Vladimír Šindler Didier Massy Michael Tscherrig Michael Rohrer |
| 20               | Tirs | 35                          | | Arbitrage : Vladimír Šindler Didier Massy Michael Tscherrig Michael Rohrer |

| 21 août 2014 | Diables rouges de Briançon | 1-2 (1-0, 0-0, 0-2) | Villach SV | Patinoire René-Froger, Briançon |

| Feuille de match | Feuille de match                           | Feuille de match        | Feuille de match                                                                  | Feuille de match                                                        |
| ---------------- | ------------------------------------------ | ----------------------- | --------------------------------------------------------------------------------- | ----------------------------------------------------------------------- |
|                  | Labrecque (Raux, Gagnon) — 4 min 15 s (SN) | 1-0 1-1 1-2             | Lammers (Waugh, Hunter) — 51 min 56 s McBride (Santorelli, Fortier) — 57 min 27 s | Arbitrage : Lars Brüggemann Geoffrey Barcelo Yann Furet Gwilherm Margry |
| Shane Madolora   | Gardiens                                   | Jean-Philippe Lamoureux |                                                                                   | Arbitrage : Lars Brüggemann Geoffrey Barcelo Yann Furet Gwilherm Margry |
| 12 min           | Pénalités                                  | 18 min                  |                                                                                   | Arbitrage : Lars Brüggemann Geoffrey Barcelo Yann Furet Gwilherm Margry |
| 40               | Tirs                                       | 31                      |                                                                                   | Arbitrage : Lars Brüggemann Geoffrey Barcelo Yann Furet Gwilherm Margry |

| 23 août 2014 | Genève-Servette | 4-2 (0-2, 2-0, 2-0) | Villach SV | Patinoire des Vernets, Genève 4 246 spectateurs |

| Feuille de match | Feuille de match | Feuille de match        | Feuille de match                                          | Feuille de match                                                     |
| ---------------- | --- | ----------------------- | --------------------------------------------------------- | -------------------------------------------------------------------- |
|                  | D'Agostini — 21 min 2 s Antonietti (Marti) — 36 min 27 s (SN) To. Pyatt (Picard, D'Agostini) — 46 min 17 s Šimek (Romy, Bezina) — 46 min 52 s | 0-1 0-2 1-2 2-2 3-2 4-2 | Santorelli (Jarrett) — 14 s Bacher (Petrik) — 19 min 40 s | Arbitrage : Linus Öhlund Danny Stricker Roman Kaderli Michael Rohrer |
| Christophe Bays  | Gardiens | Jean-Philippe Lamoureux |                                                           | Arbitrage : Linus Öhlund Danny Stricker Roman Kaderli Michael Rohrer |
| 16 min           | Pénalités | 6 min                   |                                                           | Arbitrage : Linus Öhlund Danny Stricker Roman Kaderli Michael Rohrer |
| 45               | Tirs | 16                      |                                                           | Arbitrage : Linus Öhlund Danny Stricker Roman Kaderli Michael Rohrer |

| 23 août 2014 | Diables rouges de Briançon | 1-7 (0-0, 1-4, 0-3) | Frölunda HC | Patinoire René-Froger, Briançon |

| Feuille de match | Feuille de match                     | Feuille de match                | Feuille de match | Feuille de match                                                      |
| ---------------- | ------------------------------------ | ------------------------------- | --- | --------------------------------------------------------------------- |
|                  | Raux (Ankerst, Jensen) — 25 min 42 s | 0-1 1-1 1-2 1-3 1-4 1-5 1-6 1-7 | Fälth (Olimb, Gustafsson) — 23 min 45 s (SN) Olimb (Johnson, Fälth) — 27 min 7 s (SN) Widerström (Johnson, Lasu) — 39 min 37 s Görtz (Olimb, Johnson) — 39 min 59 s Johnson (Gustafsson, Fernström) — 44 min 25 s (SN) Johnson (Bäckman, Görtz) — 48 min 28 s Wikstrand (Johnson, Fälth) — 57 min 43 s | Arbitrage : Lars Brüggemann Geoffrey Barcelo Yann Furet Pierre Dehaen |
| Antoine Bonvalot | Gardiens                             | Linus Fernström                 | | Arbitrage : Lars Brüggemann Geoffrey Barcelo Yann Furet Pierre Dehaen |
| 8 min            | Pénalités                            | 12 min                          | | Arbitrage : Lars Brüggemann Geoffrey Barcelo Yann Furet Pierre Dehaen |
| 19               | Tirs                                 | 33                              | | Arbitrage : Lars Brüggemann Geoffrey Barcelo Yann Furet Pierre Dehaen |

| 4 septembre 2014 | Frölunda HC | 7-3 (3-0, 3-3, 1-0) | Genève-Servette | Scandinavium, Göteborg |

| Feuille de match | Feuille de match | Feuille de match                        | Feuille de match                                                                  | Feuille de match                                                           |
| ---------------- | --- | --------------------------------------- | --------------------------------------------------------------------------------- | -------------------------------------------------------------------------- |
|                  | Johnson (Olimb, Gustafsson) — 9 min 30 s (SN) Görtz — 12 min 39 s Gustafsson (Lundqvist, Lehkonen) — 14 min 57 s Bohm (Blidh, Persson) — 22 min 15 s Gustafsson (Johnsson, Olimb) — 26 min 13 s (SN) Figren (Janmark, Bäckman) — 33 min 1 s Görtz (Gustafsson, Olimb) — 54 min 55 s (2 SN) | 1-0 2-0 3-0 4-0 5-0 5-1 5-2 5-3 6-3 7-3 | Ranger (Romy, D'Agostini) — 27 min 45 s Ta. Pyatt — 29 min 24 s Rod — 31 min 55 s | Arbitrage : Mikko Kaukokari Morgan Johansson Henrik Pihlblad Tobias Haster |
| Fernström        | Gardiens | Christophe Bays                         |                                                                                   | Arbitrage : Mikko Kaukokari Morgan Johansson Henrik Pihlblad Tobias Haster |
| 12 min           | Pénalités | 43 min                                  |                                                                                   | Arbitrage : Mikko Kaukokari Morgan Johansson Henrik Pihlblad Tobias Haster |
| 31               | Tirs | 18                                      |                                                                                   | Arbitrage : Mikko Kaukokari Morgan Johansson Henrik Pihlblad Tobias Haster |

| 4 septembre 2014 | Villach SV | 4-1 (2-0, 2-1, 0-0) | Diables rouges de Briançon | Stadthalle Villach, Villach 3 014 spectateurs |

| Feuille de match        | Feuille de match | Feuille de match    | Feuille de match             | Feuille de match                                   |
| ----------------------- | --- | ------------------- | ---------------------------- | -------------------------------------------------- |
|                         | Lammers — 15 s Fortier (Unterluggauer, Jarrett) — 40 s Santorelli — 27 min 43 s Lammers (Petrik, Hunter) — 35 min 37 s | 1-0 2-0 3-0 4-0 4-1 | Di Dio Balsamo — 37 min 18 s | Arbitrage : M. Rohatsch P. Gebei A. Nagy M. Nemeth |
| Jean-Philippe Lamoureux | Gardiens | Shane Madolora      |                              | Arbitrage : M. Rohatsch P. Gebei A. Nagy M. Nemeth |
| 12 min                  | Pénalités | 16 min              |                              | Arbitrage : M. Rohatsch P. Gebei A. Nagy M. Nemeth |
|                         | |                     |                              | Arbitrage : M. Rohatsch P. Gebei A. Nagy M. Nemeth |

| 6 septembre 2014 | Diables rouges de Briançon | 2-7 (1-0, 1-4, 0-3) | Genève-Servette | Patinoire René-Froger, Briançon 967 spectateurs |

| Feuille de match | Feuille de match                                                                          | Feuille de match                    | Feuille de match | Feuille de match                                                      |
| ---------------- | ----------------------------------------------------------------------------------------- | ----------------------------------- | --- | --------------------------------------------------------------------- |
|                  | Labrecque (Bernier, Chakiachvili) — 17 min 16 s Bernier (Jensen, Labrecque) — 36 min 44 s | 1-0 1-1 1-2 1-3 1-4 2-4 2-5 2-6 2-7 | Romy — 20 min 32 s Rubin — 20 min 40 s Romy (Bezina, Ranger) — 34 min 12 s (SN) To. Pyatt (Rubin, Mercier) — 36 min 16 s D'Agostini — 40 min 56 s (IN) Bezina — 53 min 33 s (SN) Loeffel (D'Agostini, Bezina) — 57 min 1 s (SN) | Arbitrage : Markus Krawinkel Jérémy Rauline Yann Furet Thomas Caillot |
| Shane Madolora   | Gardiens                                                                                  | Christophe Bays                     | | Arbitrage : Markus Krawinkel Jérémy Rauline Yann Furet Thomas Caillot |
| 14 min           | Pénalités                                                                                 | 14 min                              | | Arbitrage : Markus Krawinkel Jérémy Rauline Yann Furet Thomas Caillot |
| 21               | Tirs                                                                                      | 40                                  | | Arbitrage : Markus Krawinkel Jérémy Rauline Yann Furet Thomas Caillot |

| 7 septembre 2014 | Frölunda HC | 5-2 (1-1, 2-0, 2-1) | Villach SV | Scandinavium, Göteborg 4 880 spectateurs |

| Feuille de match | Feuille de match | Feuille de match            | Feuille de match                                                                    | Feuille de match                                                         |
| ---------------- | --- | --------------------------- | ----------------------------------------------------------------------------------- | ------------------------------------------------------------------------ |
|                  | Gustafsson (Olimb, Fälth) — 17 min 54 s (SN) Görtz (Olimb, Ehn) — 20 min 40 s Lehkonen (Görtz, Olimb) — 29 min 43 s (SN) Olimb (Görtz, Bohm) — 41 min 26 s Lehkonen (Lundqvist, Gustafsson) — 51 min 37 s (2 SN) | 1-0 1-1 2-1 3-1 4-1 5-1 5-2 | Fortier (Jarrett, McBride) — 18 min 34 s Bacher (Waugh, Platzer) — 58 min 35 s (SN) | Arbitrage : Danny Kurmann Wolmer Edqvist Henrik Pihlblad Ludvig Lundgren |
| Lars Johansson   | Gardiens | Jean-Philippe Lamoureux     |                                                                                     | Arbitrage : Danny Kurmann Wolmer Edqvist Henrik Pihlblad Ludvig Lundgren |
| 4 min            | Pénalités | 35 min                      |                                                                                     | Arbitrage : Danny Kurmann Wolmer Edqvist Henrik Pihlblad Ludvig Lundgren |
| 40               | Tirs | 23                          |                                                                                     | Arbitrage : Danny Kurmann Wolmer Edqvist Henrik Pihlblad Ludvig Lundgren |

| 23 septembre 2014 | Villach SV | 0-5 (0-0, 0-2, 0-3) | Genève-Servette | Stadthalle Villach, Villach 2 517 spectateurs |

| Feuille de match        | Feuille de match | Feuille de match    | Feuille de match | Feuille de match                                                    |
| ----------------------- | ---------------- | ------------------- | --- | ------------------------------------------------------------------- |
|                         |                  | 0-1 0-2 0-3 0-4 0-5 | Romy (D'Agostini) — 28 min 45 s Rubin (Tom Pyatt, Ta. Pyatt) — 35 min 6 s Romy (Trutmann, D'Agostini) — 40 min 38 s (SN) Simek (Rod, Kast) — 56 min 56 s Kast (D'Agostini, Loeffel) — 58 min 20 s | Arbitrage : Daniel Piechaczek Peter Gebei Attila Nagy Matjaz Hribar |
| Jean-Philippe Lamoureux | Gardiens         | Christophe Bays     | | Arbitrage : Daniel Piechaczek Peter Gebei Attila Nagy Matjaz Hribar |
| 4 min                   | Pénalités        | 8 min               | | Arbitrage : Daniel Piechaczek Peter Gebei Attila Nagy Matjaz Hribar |
| 17                      | Tirs             | 40                  | | Arbitrage : Daniel Piechaczek Peter Gebei Attila Nagy Matjaz Hribar |

| 24 septembre 2014 | Frölunda HC | 6-2 (2-0, 1-1, 3-1) | Diables rouges de Briançon | Scandinavium, Göteborg 1 391 spectateurs |

| Feuille de match | Feuille de match | Feuille de match                | Feuille de match                                               | Feuille de match                                                   |
| ---------------- | --- | ------------------------------- | -------------------------------------------------------------- | ------------------------------------------------------------------ |
|                  | Olimb (Johnson, Gustafsson) — 8 min 38 s Johnson (Olimb, Karlsson) — 19 min 31 s Johnson (Gustafsson, Olimb) — 38 min 24 s (SN) Johnsson (Olimb, Görtz) — 51 min 59 s Fantenberg (Figren) — 57 min 52 s Johnsson (Karlsson, Görtz) — 58 min 41 s | 1-0 2-0 2-1 3-1 4-1 4-2 5-2 6-2 | McDonald — 30 min (TP) Bernier (McDonald, Pritz) — 53 min 37 s | Arbitrage : Daniel Konc Linus Öhlund Henrik Pihlblad Tobias Haster |
| Lars Johansson   | Gardiens | Shane Madolora                  |                                                                | Arbitrage : Daniel Konc Linus Öhlund Henrik Pihlblad Tobias Haster |
| 2 min            | Pénalités | 12 min                          |                                                                | Arbitrage : Daniel Konc Linus Öhlund Henrik Pihlblad Tobias Haster |
| 55               | Tirs | 13                              |                                                                | Arbitrage : Daniel Konc Linus Öhlund Henrik Pihlblad Tobias Haster |

| 7 octobre 2014 | Genève-Servette | 5-1 (1-0, 1-1, 3-0) | Diables rouges de Briançon | Patinoire des Vernets, Genève 4 277 spectateurs |

| Feuille de match | Feuille de match | Feuille de match        | Feuille de match                 | Feuille de match                          |
| ---------------- | --- | ----------------------- | -------------------------------- | ----------------------------------------- |
|                  | Jacquemet (Gerber) — 5 min 27 s D'Agostini (To. Pyatt) — 36 min 37 s D'Agostini (Trutmann, Bezina) — 56 min 56 s (SN) Bezina (Simek, Iglesias) — 58 min 13 s Traber (Kast, Rod) — 59 min 17 s | 1-0 1-1 2-1 3-1 4-1 5-1 | McDonald (Bernier) — 22 min 58 s | Arbitrage : Pesina Wehrli Tscherrig Fluri |
| Robert Mayer     | Gardiens | Shane Madolora          |                                  | Arbitrage : Pesina Wehrli Tscherrig Fluri |
| 8 min            | Pénalités | 12 min                  |                                  | Arbitrage : Pesina Wehrli Tscherrig Fluri |
| 35               | Tirs | 16                      |                                  | Arbitrage : Pesina Wehrli Tscherrig Fluri |

| 7 octobre 2014 | Villach SV | 1-7 (0-2, 1-5, 0-0) | Frölunda HC | Stadthalle Villach, Villach 2 150 spectateurs |

| Feuille de match | Feuille de match                             | Feuille de match                | Feuille de match | Feuille de match                                |
| ---------------- | -------------------------------------------- | ------------------------------- | --- | ----------------------------------------------- |
|                  | Lammers (Hunter, Altmann) — 26 min 44 s (IN) | 0-1 0-2 0-3 0-4 1-4 1-5 1-6 1-7 | Engvall (Wikstrand) — 12 min 47 s Gustafsson (Lasu) — 13 min 48 s Bohm (Axelsson) — 20 min 35 s Wikstrand (Lehkonen) — 22 min 22 s (SN) Blidh (Wikstrand) — 27 min 40 s (SN) Johnson (Persson, Gustafsson) — 28 min 38 s Olimb (Gustafsson) — 29 min 13 s | Arbitrage : Bruggemann Dremelj Ettlmayr Suttnig |
| Thomas Honeckl   | Gardiens                                     | Lars Johansson                  | | Arbitrage : Bruggemann Dremelj Ettlmayr Suttnig |
| 10 min           | Pénalités                                    | 4 min                           | | Arbitrage : Bruggemann Dremelj Ettlmayr Suttnig |
| 12               | Tirs                                         | 51                              | | Arbitrage : Bruggemann Dremelj Ettlmayr Suttnig |

### Classement final
| Clt   | Équipe                     | PJ | V | VP | D | DP | BP | BC | Diff | Pts |
| ----- | -------------------------- | -- | - | -- | - | -- | -- | -- | ---- | --- |
| +001, | Frölunda HC                | 6  | 5 | 0  | 1 | 0  | 35 | 13 | +22  | 15  |
| +002, | Genève-Servette            | 6  | 5 | 0  | 1 | 0  | 28 | 15 | +13  | 15  |
| +003, | EC VSV                     | 6  | 2 | 0  | 4 | 0  | 11 | 23 | -12  | 6   |
| +004, | Diables rouges de Briançon | 6  | 0 | 0  | 6 | 0  | 8  | 31 | -22  | 0   |

- Qualifié pour les huitièmes de finale

## Groupe D

### Matches
| 21 août 2014 | Djurgårdens Hockey | 5-4 (pr) (0-0, 1-3, 3-1, 1-0) | Fribourg-Gottéron | Hovet, Stockholm |

| Feuille de match                | Feuille de match | Feuille de match                    | Feuille de match | Feuille de match |
| ------------------------------- | --- | ----------------------------------- | --- | ---------------- |
|                                 | Heinero (Saviano, Deilert) — 35 min 37 s Holmqvist — 41 min 18 s (SN) Ljungh (Saviano, Heinero) — 47 min 9 s Hogstrom — 50 min 22 s Samuelsson — 63 min 25 s (SN) | 0-1 1-1 1-2 1-3 2-3 3-3 4-3 4-4 5-4 | Mauldin (Pouliot, Kamerzin) — 30 min 32 s Brügger (Knutti, Hasani) — 38 min 12 s Pouliot — 39 min 18 s (IN) Kwiatkowski (Monnet, Sprunger) — 56 min 16 s |                  |
| Mikael Tellqvist Mantas Armalis | Gardiens | Benjamin Conz                       | |                  |
| 4 min                           | Pénalités | 14 min                              | |                  |
| 28                              | Tirs | 31                                  | |                  |

| 22 août 2014 | Eisbären Berlin | 3-4 (TB) (1-2, 1-1, 1-0, 0-0, 0-1) | PSG Zlín | O2 World, Berlin |

| Feuille de match | Feuille de match                                                          | Feuille de match            | Feuille de match                                                                               | Feuille de match |
| ---------------- | ------------------------------------------------------------------------- | --------------------------- | ---------------------------------------------------------------------------------------------- | ---------------- |
|                  | Bell — 7 min 49 s (SN) Braun — 38 min 17 s T. J. Mulock — 42 min 1 s (SN) | 0-1 1-1 1-2 1-3 2-3 3-3 3-4 | Leska — 3 min 20 s Vesely — 8 min 27 s Okal (Fort, Popelka) — 33 min 18 s Kohler — 70 min (TB) |                  |
| Petri Vehanen    | Gardiens                                                                  | Lubos Horcicka              |                                                                                                |                  |
| 10 min           | Pénalités                                                                 | 12 min                      |                                                                                                |                  |
| 38               | Tirs                                                                      | 34                          |                                                                                                |                  |

| 23 août 2014 | Fribourg-Gottéron | 6-3 (0-0, 3-0, 3-3) | Eisbären Berlin | BCF-Arena, Fribourg |

| Feuille de match | Feuille de match | Feuille de match                    | Feuille de match | Feuille de match |
| ---------------- | --- | ----------------------------------- | --- | ---------------- |
|                  | Dubé — 30 min 2 s Mauldin (Pouliot, Monnet) — 33 min 6 s Mauldin — 39 min 4 s Monnet — 42 min 50 s Ness (Montandon, Vauclair) — 51 min 21 s Mauldin — 58 min 12 s (CV) | 1-0 2-0 3-0 3-1 4-1 4-2 5-2 5-3 6-3 | Rankel (Braun, T. J. Mulock) — 42 min 37 s (SN) Olver (Tallackson, Baxmann) — 47 min 17 s (SN) Foy (Pohl, Busch) — 51 min 45 s |                  |
| Melvin Nyffeler  | Gardiens | Mathias Niederberger                | |                  |
| 18 min           | Pénalités | 12 min                              | |                  |
| 29               | Tirs | 41                                  | |                  |

| 24 août 2014 | PSG Zlín | 3-1 (0-0, 2-1, 1-0) | Djurgårdens Hockey | Zimní stadion Luďka Čajky, Zlín |

| Feuille de match | Feuille de match                                                                                      | Feuille de match | Feuille de match                                   | Feuille de match |
| ---------------- | --- | ---------------- | -------------------------------------------------- | ---------------- |
|                  | Valenta (Horak, Čajánek) — 25 min 26 s Čajánek (Holik) — 36 min 40 s (SN) Kubis (Holik) — 59 min (CV) | 0-1 1-1 2-1 3-1  | Lauritzen (Samuelsson, Deilert) — 21 min 44 s (SN) |                  |
| Libor Kasik      | Gardiens                                                                                              | Mantas Armalis   |                                                    |                  |
| 10 min           | Pénalités                                                                                             | 22 min           |                                                    |                  |
| 32               | Tirs                                                                                                  | 26               |                                                    |                  |

| 4 septembre 2014 | PSG Zlín | 2-3 (pr) (1-1, 0-1, 1-0, 0-1) | Fribourg-Gottéron | Zimní stadion Luďka Čajky, Zlín |

| Feuille de match | Feuille de match                                              | Feuille de match    | Feuille de match                                               | Feuille de match |
| ---------------- | ------------------------------------------------------------- | ------------------- | -------------------------------------------------------------- | ---------------- |
|                  | Zizka — 6 min 40 s (SN) Marusak (Zizka, Kohler) — 58 min 39 s | 1-0 1-1 1-2 2-2 2-3 | Mauldin — 8 min 8 s Mottet — 27 min 15 s Mauldin — 63 min 11 s |                  |
| Lubos Horcicka   | Gardiens                                                      | Melvin Nyffeler     |                                                                |                  |
| 35 min           | Pénalités                                                     | 18 min              |                                                                |                  |
| 37               | Tirs                                                          | 26                  |                                                                |                  |

| 5 septembre 2014 | Djurgårdens Hockey | 3-2 (0-1, 2-0, 1-1) | Eisbären Berlin | Hovet, Stockholm |

| Feuille de match | Feuille de match                                                                               | Feuille de match                   | Feuille de match                                            | Feuille de match |
| ---------------- | ---------------------------------------------------------------------------------------------- | ---------------------------------- | ----------------------------------------------------------- | ---------------- |
|                  | Eriksson (Ljungh, Deilert) — 21 min 11 s (SN) Deilert — 35 min 28 s (2 SN) Ljungh — 51 min 6 s | 0-1 1-1 2-1 2-2 3-2                | Pohl — 1 min 18 s Bell (Sharrow, Rankel) — 50 min 24 s (IN) |                  |
| Mantas Armalis   | Gardiens                                                                                       | Petri Vehanen Mathias Niederberger |                                                             |                  |
| 41 min           | Pénalités                                                                                      | 68 min                             |                                                             |                  |
| 34               | Tirs                                                                                           | 25                                 |                                                             |                  |

| 6 septembre 2014 | Fribourg-Gottéron | 3-2 (TB) (1-1, 0-1, 1-0, 0-0, 1-0) | PSG Zlín | BCF-Arena, Fribourg |

| Feuille de match | Feuille de match                                                                                       | Feuille de match    | Feuille de match                       | Feuille de match |
| ---------------- | --- | ------------------- | -------------------------------------- | ---------------- |
|                  | Mauldin (Monnet, Pouliot) — 8 min 29 s Pouliot (Mottet, Dubé) — 43 min 15 s (SN) Mauldin — 70 min (TB) | 0-1 1-1 1-2 2-2 3-2 | Vlach — 1 min 33 s Leska — 29 min 54 s |                  |
| Benjamin Conz    | Gardiens                                                                                               | Libor Kasik         |                                        |                  |
| 10 min           | Pénalités                                                                                              | 12 min              |                                        |                  |
| 30               | Tirs                                                                                                   | 30                  |                                        |                  |

| 7 septembre 2014 | Eisbären Berlin | 4-3 (TB) (1-1, 1-1, 1-1, 0-0, 1-0) | Djurgårdens Hockey | O2 World, Berlin |

| Feuille de match | Feuille de match | Feuille de match            | Feuille de match                                                                                              | Feuille de match |
| ---------------- | --- | --------------------------- | --- | ---------------- |
|                  | Pohl (Busch, Foy) — 7 min 59 s Hoerdler (Tallackson, Pohl) — 31 min 31 s (SN) Pohl (Talbot, Rankel) — 50 min 29 s Pohl — 70 min (TB) | 1-0 1-1 2-1 2-2 2-3 3-3 4-3 | J. Eriksson — 13 min 2 s H. Eriksson — 39 min 13 s (SN) Deilert (J. Eriksson, H. Eriksson) — 40 min 27 s (SN) |                  |
| Petri Vehanen    | Gardiens | Mikael Tellqvist            | |                  |
| 10 min           | Pénalités | 35 min                      | |                  |
| 41               | Tirs | 30                          | |                  |

| 23 septembre 2014 | Eisbären Berlin | 0-2 (0-1, 0-1, 0-0) | Fribourg-Gottéron | O2 World, Berlin |

| Feuille de match | Feuille de match | Feuille de match | Feuille de match                                                         | Feuille de match                      |
| ---------------- | ---------------- | ---------------- | ------------------------------------------------------------------------ | ------------------------------------- |
|                  |                  | 0-1 0-2          | Ness (Vauclair) — 6 min 12 s (IN) Dubé (Pouliot, Vauclair) — 23 min 28 s | Arbitrage : Linde Bauer Janssen Höfer |
| Petri Vehanen    | Gardiens         | Melvin Nyffeler  |                                                                          | Arbitrage : Linde Bauer Janssen Höfer |
| 20 min           | Pénalités        | 37 min           |                                                                          | Arbitrage : Linde Bauer Janssen Höfer |
| 32               | Tirs             | 18               |                                                                          | Arbitrage : Linde Bauer Janssen Höfer |

| 23 septembre 2014 | Djurgårdens Hockey | 8-0 (1-0, 6-0, 1-0) | PSG Zlín | Hovet, Stockholm 871 spectateurs |

| Feuille de match | Feuille de match | Feuille de match                | Feuille de match | Feuille de match                           |
| ---------------- | --- | ------------------------------- | ---------------- | ------------------------------------------ |
|                  | Henrik Eriksson (Hogstrom, Holmqvist) — 18 min 24 s Ljungh (Hogstrom) — 21 min 23 s Heinero (Falk, Saviano) — 24 min 42 s Samuelsson (J. Eriksson, Ljungh) — 29 min 39 s (2 SN) Ljungh (Holmqvist, J. Eriksson) — 31 min 8 s (2 SN) Ahlen (Nordlund, Ljungh) — 31 min 27 s (SN) H. Eriksson (Hogstrom, Holmqvist) — 36 min 41 s (SN) Alvarez (Hogstrom, Ahlen) — 43 min 53 s | 1-0 2-0 3-0 4-0 5-0 6-0 7-0 8-0 |                  | Arbitrage : Warshaw Johansson Ahlén Dahmén |
| Mantas Armalis   | Gardiens | Libor Kasik Lubos Horcicka      |                  | Arbitrage : Warshaw Johansson Ahlén Dahmén |
| 10 min           | Pénalités | 20 min                          |                  | Arbitrage : Warshaw Johansson Ahlén Dahmén |
| 36               | Tirs | 30                              |                  | Arbitrage : Warshaw Johansson Ahlén Dahmén |

| 7 octobre 2014 | PSG Zlín | 4-2 (1-0, 0-1, 3-1) | Eisbären Berlin | Zimní stadion Luďka Čajky, Zlín 1 118 spectateurs |

| Feuille de match | Feuille de match | Feuille de match        | Feuille de match                                                        | Feuille de match                            |
| ---------------- | --- | ----------------------- | ----------------------------------------------------------------------- | ------------------------------------------- |
|                  | Popelka (Kohler, Balastik) — 12 min 20 s Vesely (Okal, Zizka) — 44 min 22 s Vlach (Valenta, Cech) — 48 min 36 s Vlach (Zizka, Holik) — 51 min 46 s (SN) | 1-0 1-1 2-1 3-1 3-2 4-3 | T. J. Mulock — 35 min 40 s Haase (T. J. Mulock, Hoerdler) — 49 min 41 s | Arbitrage : Sjöqvist Hribik Gebauer Lederer |
| Libor Kasik      | Gardiens | Mathias Niederberger    |                                                                         | Arbitrage : Sjöqvist Hribik Gebauer Lederer |
| 2 min            | Pénalités | 10 min                  |                                                                         | Arbitrage : Sjöqvist Hribik Gebauer Lederer |
| 26               | Tirs | 23                      |                                                                         | Arbitrage : Sjöqvist Hribik Gebauer Lederer |

| 7 octobre 2014 | Fribourg-Gottéron | 3-1 (1-1, 0-0, 2-0) | Djurgårdens Hockey | BCF-Arena, Fribourg 3 160 spectateurs |

| Feuille de match | Feuille de match | Feuille de match | Feuille de match                      | Feuille de match                         |
| ---------------- | --- | ---------------- | ------------------------------------- | ---------------------------------------- |
|                  | Monnet (Pouliot, Mauldin) — 3 min 26 s Tambellini (Fritsche, Kwiatkowski) — 45 min 11 s (IN) Schilt — 56 min 37 s (IN + CV) | 1-0 1-1 2-1 3-1  | Hogstrom (Fernholm) — 6 min 59 s (SN) | Arbitrage : Bauer Eichman Kovacs Kaderli |
| Melvin Nyffeler  | Gardiens | Mantas Armalis   |                                       | Arbitrage : Bauer Eichman Kovacs Kaderli |
| 8 min            | Pénalités | 2 min            |                                       | Arbitrage : Bauer Eichman Kovacs Kaderli |
| 27               | Tirs | 29               |                                       | Arbitrage : Bauer Eichman Kovacs Kaderli |

### Classement final
| Clt   | Équipe                        | PJ | V | VP | D | DP | BP | BC | Diff | Pts |
| ----- | ----------------------------- | -- | - | -- | - | -- | -- | -- | ---- | --- |
| +001, | Hockey Club Fribourg-Gottéron | 6  | 3 | 2  | 0 | 1  | 21 | 13 | +8   | 14  |
| +002, | PSG Zlín                      | 6  | 2 | 1  | 1 | 2  | 15 | 20 | -5   | 10  |
| +003, | Djurgårdens Hockey            | 6  | 2 | 1  | 2 | 1  | 21 | 16 | +5   | 9   |
| +004, | Eisbären Berlin               | 6  | 0 | 1  | 4 | 1  | 14 | 22 | -8   | 3   |

- Qualifié pour les huitièmes de finale

## Groupe E

### Matches
| 21 août 2014 | HC Oceláři Třinec | 7-0 (2-0, 3-0, 2-0) | CP Berne | Werk Arena, Třinec |

| Feuille de match | Feuille de match | Feuille de match            | Feuille de match | Feuille de match |
| ---------------- | --- | --------------------------- | ---------------- | ---------------- |
|                  | Polansky (Adamsky) — 7 min 18 s Nosek (Polansky) — 10 min 23 s (SN) Polansky (Zejdl) — 20 min 28 s (SN) Troncinsky — 36 min 25 s (IN) Linhart — 38 min 52 s Orsava — 56 min 9 s Orsava — 57 min 53 s | 1-0 2-0 3-0 4-0 5-0 6-0 7-0 |                  |                  |
| Simon Hrubec     | Gardiens | Marco Bührer                |                  |                  |
| 49 min           | Pénalités | 38 min                      |                  |                  |
| 37               | Tirs | 31                          |                  |                  |

| 21 août 2014 | Tappara | 7-3 (1-3, 4-0, 2-0) | Stavanger ishockeyklubb | Hakametsä, Tampere |

| Feuille de match | Feuille de match | Feuille de match                        | Feuille de match | Feuille de match |
| ---------------- | --- | --------------------------------------- | --- | ---------------- |
|                  | Kolomatis (Jarvinen, Palola) — 12 min 36 s (SN) Jormakka (Kolomatis, Järvinen) — 31 min 1 s (SN) Jormakka — 35 min 9 s (TP) Palola (Järvinen, Kolomatis) — 35 min 45 s (SN) Makinen (Rauhala, Saravo) — 37 min 49 s Haapala (Kaksonen, Kolomatis) — 45 min 42 s (SN) Aalto (Erkinjuntti, Malinen) — 57 min 25 s (SN) | 0-1 0-2 0-3 1-3 2-3 3-3 4-3 5-3 6-3 7-3 | Soares (Dahl-Andersen, Plastino) — 4 min 5 s Rokseth (Soares, Forsberg) — 7 min 21 s Soares (Dahl-Andersen, Forsberg) — 8 min |                  |
| Juha Metsola     | Gardiens | Ruben Smith                             | |                  |
| 10 min           | Pénalités | 22 min                                  | |                  |
| 34               | Tirs | 16                                      | |                  |

| 23 août 2014 | Tappara | 3-5 (1-0, 1-4, 1-1) | CP Berne | Hakametsä, Tampere |

| Feuille de match | Feuille de match | Feuille de match                | Feuille de match | Feuille de match |
| ---------------- | --- | ------------------------------- | --- | ---------------- |
|                  | Kuusela (Aalto, Erkinjuntti) — 7 min 51 s (SN) Kolomatis (Jarvinen, Palola) — 21 min 42 s (SN) Kaksonen (Haapala, Tuominen) — 58 min 29 s | 1-0 2-0 2-1 2-2 2-3 2-4 2-5 3-5 | Holloway — 24 min 33 s (SN) Gardner (Holloway) — 27 min 43 s (2 SN) Gardner (Holloway, Gragnani) — 38 min 54 s (2 SN) Plüss (Holloway, Gardner) — 39 min 18 s (SN) Bertschy — 58 min 12 s (CV) |                  |
| Juha Metsola     | Gardiens | Marco Bührer                    | |                  |
| 30 min           | Pénalités | 24 min                          | |                  |
| 31               | Tirs | 41                              | |                  |

| 23 août 2014 | HC Oceláři Třinec | 4-5 (1-1, 2-3, 1-1) | Stavanger ishockeyklubb | Werk Arena, Třinec |

| Feuille de match | Feuille de match                                                                                      | Feuille de match                    | Feuille de match | Feuille de match |
| ---------------- | --- | ----------------------------------- | --- | ---------------- |
|                  | Polansky — 14 min 12 s Matus — 30 min 53 s Zib (Troncinsky, Plihal) — 33 min 28 s Matus — 42 min 40 s | 0-1 1-1 1-2 1-3 2-3 2-4 3-4 4-4 4-5 | Plastino (Dahl-Andersen, Soares) — 5 min 3 s Dahl-Andersen (Kissel, Daoust) — 24 min 43 s (SN) Soares (Veideman, Dahl-Andersen) — 27 min 29 s (SN) Dahl-Andersen — 31 min 49 s Plastino (Kissel, Hallem) — 55 min 10 s (SN) |                  |
| Simon Hrubec     | Gardiens                                                                                              | Henrik Holm                         | |                  |
| 20 min           | Pénalités                                                                                             | 12 min                              | |                  |
| 36               | Tirs                                                                                                  | 18                                  | |                  |

| 4 septembre 2014 | CP Berne | 0-4 (0-3, 0-1, 0-0) | HC Oceláři Třinec | Postfinance Arena, Berne |

| Feuille de match | Feuille de match | Feuille de match | Feuille de match | Feuille de match |
| ---------------- | ---------------- | ---------------- | --- | ---------------- |
|                  |                  | 0-1 0-2 0-3 0-4  | Orsava (Jasek) — 4 min 49 s Zejdl (Polansky, Nosek) — 6 min 23 s (SN) Zejdl (Nosek, Troncinsky) — 19 min 2 s (SN) Orsava — 32 min 50 s |                  |
| Marco Bührer     | Gardiens         | Peter Hamerlik   | |                  |
| 8 min            | Pénalités        | 12 min           | |                  |
| 28               | Tirs             | 20               | |                  |

| 4 septembre 2014 | Stavanger ishockeyklubb | 2-1 (TB) (0-1, 1-0, 0-0, 0-0, 1-0) | Tappara | DNB Arena, Stavanger |

| Feuille de match | Feuille de match                                                            | Feuille de match | Feuille de match                               | Feuille de match |
| ---------------- | --------------------------------------------------------------------------- | ---------------- | ---------------------------------------------- | ---------------- |
|                  | Kissel (Kristiansen, Dahl-Andersen) — 38 min 22 s (SN) Daoust — 70 min (TB) | 0-1 1-1 2-1      | Erkinjuntti (Kuusela, Aalto) — 9 min 45 s (SN) |                  |
| Ruben Smith      | Gardiens                                                                    | Juha Metsola     |                                                |                  |
| 4 min            | Pénalités                                                                   | 8 min            |                                                |                  |
| 23               | Tirs                                                                        | 23               |                                                |                  |

| 6 septembre 2014 | CP Berne | 4-3 (TB) (0-0, 2-0, 1-3, 0-0, 1-0) | Tappara | PostFinance-Arena, Berne |

| Feuille de match | Feuille de match | Feuille de match            | Feuille de match                                                                          | Feuille de match |
| ---------------- | --- | --------------------------- | ----------------------------------------------------------------------------------------- | ---------------- |
|                  | Ritchie (Holloway, Rüfenacht) — 24 min 9 s Ritchie (Gardner, Holloway) — 36 min 11 s (SN) Berger (Reichert, Gerber) — 48 min 58 s Berger — 70 min (TB) | 1-0 2-0 3-0 3-1 3-2 3-3 4-3 | Kaksonen — 52 min 43 s Kolomatis (Kuusela, Erkinjuntti) — 55 min 54 s Aalto — 58 min 49 s |                  |
| Marco Bührer     | Gardiens | Juha Metsola                |                                                                                           |                  |
| 14 min           | Pénalités | 32 min                      |                                                                                           |                  |
| 39               | Tirs | 21                          |                                                                                           |                  |

| 6 septembre 2014 | Stavanger ishockeyklubb | 2-3 (2-2, 0-1, 0-0) | HC Oceláři Třinec | DNB Arena, Stavanger |

| Feuille de match | Feuille de match                                                                             | Feuille de match    | Feuille de match                                                                       | Feuille de match |
| ---------------- | -------------------------------------------------------------------------------------------- | ------------------- | -------------------------------------------------------------------------------------- | ---------------- |
|                  | Trettenes (Kissel, Daoust) — 4 min 41 s (SN) Kissel (Kristiansen, Daoust) — 11 min 57 s (SN) | 0-1 1-1 2-1 2-2 2-3 | Irgl (Polansky, Rufer) — 3 min 16 s Irgl — 18 min 52 s (SN) Dravecky — 31 min 2 s (IN) |                  |
| Ruben Smith      | Gardiens                                                                                     | Simon Hrubec        |                                                                                        |                  |
| 20 min           | Pénalités                                                                                    | 14 min              |                                                                                        |                  |
| 25               | Tirs                                                                                         | 28                  |                                                                                        |                  |

| 23 septembre 2014 | HC Oceláři Třinec | 1-2 (0-0, 0-0, 1-2) | Tappara | Werk Arena, Třinec 3 807 spectateurs |

| Feuille de match | Feuille de match                                | Feuille de match   | Feuille de match                                                                  | Feuille de match                               |
| ---------------- | ----------------------------------------------- | ------------------ | --------------------------------------------------------------------------------- | ---------------------------------------------- |
|                  | Adamsky (Troncinsky, Orsava) — 41 min 29 s (SN) | 1-0 1-1 1-2        | Kolomatis (Da Costa) — 47 min 20 s Palola (Jormakka, Jarvinen) — 56 min 39 s (SN) | Arbitrage : Rohatsch Pešina Hlavatý Tošenovjan |
| Simon Hrubec     | Gardiens                                        | Dominik Hrachovina |                                                                                   | Arbitrage : Rohatsch Pešina Hlavatý Tošenovjan |
| 10 min           | Pénalités                                       | 10 min             |                                                                                   | Arbitrage : Rohatsch Pešina Hlavatý Tošenovjan |
| 32               | Tirs                                            | 20                 |                                                                                   | Arbitrage : Rohatsch Pešina Hlavatý Tošenovjan |

| 23 septembre 2014 | CP Berne | 0-2 (0-0, 0-0, 0-2) | Stavanger ishockeyklubb | Postfinance Arena, Berne 4 164 spectateurs |

| Feuille de match | Feuille de match | Feuille de match | Feuille de match                                                                 | Feuille de match                           |
| ---------------- | ---------------- | ---------------- | -------------------------------------------------------------------------------- | ------------------------------------------ |
|                  |                  | 0-1 0-2          | Dahl-Andersen (Soares, Forsberg) — 53 min 4 s Kissel (Kristiansen) — 59 min 31 s | Arbitrage : Smetana Wiegand Kung Tscherrig |
| Marco Bührer     | Gardiens         | Ruben Smith      |                                                                                  | Arbitrage : Smetana Wiegand Kung Tscherrig |
| 12 min           | Pénalités        | 14 min           |                                                                                  | Arbitrage : Smetana Wiegand Kung Tscherrig |
| 30               | Tirs             | 33               |                                                                                  | Arbitrage : Smetana Wiegand Kung Tscherrig |

| 7 octobre 2014 | Tappara | 5-1 (2-2, 2-0, 1-1) | HC Oceláři Třinec | Hakametsä, Tampere 2 446 spectateurs |

| Feuille de match | Feuille de match | Feuille de match            | Feuille de match                    | Feuille de match |
| ---------------- | --- | --------------------------- | ----------------------------------- | ---------------- |
|                  | Laine (Peltola) — 5 min 32 s Kuusela (Jormakka) — 15 min 10 s Jormakka (Jarvinen, Kuusela) — 21 min 11 s Jormakka (Kaksonen) — 35 min 53 s Makinen (Rauhala) — 48 min 14 s | 1-0 2-0 3-0 4-0 5-0 5-1     | Kreps (Irgl, Adamsky) — 49 min 52 s |                  |
| Juha Metsola     | Gardiens | Peter Hamerlik Simon Hrubec |                                     |                  |
| 8 min            | Pénalités | 4 min                       |                                     |                  |
| 27               | Tirs | 32                          |                                     |                  |

| 7 octobre 2014 | Stavanger ishockeyklubb | 5-2 (0-0, 0-2, 5-0) | CP Berne | DNB Arena, Stavanger 4 034 spectateurs |

| Feuille de match | Feuille de match | Feuille de match            | Feuille de match                                                | Feuille de match                         |
| ---------------- | --- | --------------------------- | --------------------------------------------------------------- | ---------------------------------------- |
|                  | Trettenes (Kissel, Plastino) — 42 min 43 s (SN) Forsberg (Plastino, Veideman) — 44 min 19 s (2 SN) Trettenes (Kissel, Rokseth) — 50 min 37 s (IN) Daoust (Kissel, Veideman) — 57 min 52 s Kissel (Veideman, Hoygard) — 59 min 24 s (CV) | 0-1 0-2 1-2 2-2 3-2 4-2 5-2 | Pluss (Blum, Holloway) — 25 min 55 s (2 SN) Jobin — 37 min 36 s | Arbitrage : Nikolic Hansen Dahl Waldejer |
| Ruben Smith      | Gardiens | Matthias Mischler           |                                                                 | Arbitrage : Nikolic Hansen Dahl Waldejer |
| 14 min           | Pénalités | 12 min                      |                                                                 | Arbitrage : Nikolic Hansen Dahl Waldejer |
| 23               | Tirs | 34                          |                                                                 | Arbitrage : Nikolic Hansen Dahl Waldejer |

### Classement final
| Clt   | Équipe                      | PJ | V | VP | D | DP | BP | BC | Diff | Pts |
| ----- | --------------------------- | -- | - | -- | - | -- | -- | -- | ---- | --- |
| +001, | Tappara                     | 6  | 3 | 0  | 1 | 2  | 21 | 16 | +5   | 11  |
| +002, | Stavanger ishockeyklubb     | 6  | 3 | 1  | 2 | 0  | 19 | 17 | -2   | 11  |
| +003, | HC Oceláři Třinec           | 6  | 3 | 0  | 3 | 0  | 20 | 14 | +6   | 9   |
| +004, | Club des patineurs de Berne | 6  | 1 | 1  | 4 | 0  | 11 | 24 | -13  | 5   |

- Qualifié pour les huitièmes de finale

## Groupe F

### Matches
| 22 août 2014 | TPS Turku | 9-0 (2-0, 6-0, 1-0) | HC Bolzano | HK-areena, Turku |

| Feuille de match | Feuille de match | Feuille de match                    | Feuille de match | Feuille de match |
| ---------------- | --- | ----------------------------------- | ---------------- | ---------------- |
|                  | Tukonen (Nummelin, Lucenius) — 1 min 53 s (SN) Smolenak (Lasch) — 14 min 29 s Sointu — 23 min 44 s (IN) Lucenius (Pikkarainen) — 24 min 43 s Koskiranta (Smolenak) — 25 min 19 s Kulmala (Karvinen, Vahatalo) — 29 min 14 s Pikkarainen (Tukonen, Lucenius) — 33 min 28 s (SN) Koskiranta — 37 min 55 s (SN) Seigo (Vahatalo, Lasch) — 43 min 50 s | 1-0 2-0 3-0 4-0 5-0 6-0 7-0 8-0 9-0 |                  |                  |
| Teemu Lassila    | Gardiens | Jaroslav Hubl Gunther Hell          |                  |                  |
| 22 min           | Pénalités | 18 min                              |                  |                  |
| 44               | Tirs | 23                                  |                  |                  |

| 22 août 2014 | Linköping HC | 2-1 (1-0, 0-0, 1-1) | HC Pardubice | Saab Arena, Linköping |

| Feuille de match | Feuille de match                                                                     | Feuille de match | Feuille de match             | Feuille de match |
| ---------------- | ------------------------------------------------------------------------------------ | ---------------- | ---------------------------- | ---------------- |
|                  | Sjögren (Little, Johansson) — 5 min 9 s Little (Kolarik, Sjögren) — 46 min 24 s (SN) | 1-0 2-0 2-1      | Tybor (Gregorc) — 47 min 8 s |                  |
| Marcus Hogberg   | Gardiens                                                                             | Tomas Halasz     |                              |                  |
| 6 min            | Pénalités                                                                            | 12 min           |                              |                  |
| 38               | Tirs                                                                                 | 24               |                              |                  |

| 24 août 2014 | Linköping HC | 5-0 (2-0, 2-0, 1-0) | HC Bolzano | Saab Arena, Linköping |

| Feuille de match | Feuille de match | Feuille de match    | Feuille de match | Feuille de match |
| ---------------- | --- | ------------------- | ---------------- | ---------------- |
|                  | Vrana (Taffe, Junland) — 5 min 13 s (SN) Hardt (Taffe, Vrana) — 18 min 54 s (SN) Taffe (Kolarik, Little) — 36 min 15 s (SN) Taffe (Micflikier) — 37 min 41 s Sjögren (Kolarik, Johansson) — 55 min 4 s (SN) | 1-0 2-0 3-0 4-0 5-0 |                  |                  |
| David Rautio     | Gardiens | Jaroslav Hubl       |                  |                  |
| 8 min            | Pénalités | 24 min              |                  |                  |
| 43               | Tirs | 9                   |                  |                  |

| 24 août 2014 | TPS Turku | 2-1 (0-1, 0-0, 2-0) | HC Pardubice | HK-areena, Turku |

| Feuille de match | Feuille de match                                                                        | Feuille de match | Feuille de match                     | Feuille de match |
| ---------------- | --------------------------------------------------------------------------------------- | ---------------- | ------------------------------------ | ---------------- |
|                  | Lasch (Koskiranta, Nummelin) — 43 min 45 s Smolenak (Seigo, Gysbers) — 57 min 53 s (SN) | 0-1 1-1 2-1      | Semorad (Kolar, Korim) — 11 min 39 s |                  |
| Teemu Lassila    | Gardiens                                                                                | Robert Kristan   |                                      |                  |
| 10 min           | Pénalités                                                                               | 20 min           |                                      |                  |
| 37               | Tirs                                                                                    | 22               |                                      |                  |

| 5 septembre 2014 | HC Pardubice | 3-6 (1-4, 2-0, 0-2) | Linköping HC | ČEZ Arena, Pardubice |

| Feuille de match            | Feuille de match                                                          | Feuille de match                    | Feuille de match | Feuille de match |
| --------------------------- | ------------------------------------------------------------------------- | ----------------------------------- | --- | ---------------- |
|                             | Marcinko — 2 min 21 s (SN) Radil — 24 min 44 s Zohorna — 27 min 15 s (SN) | 1-0 1-1 1-2 1-3 1-4 2-4 3-4 3-5 3-6 | Karlsson — 9 min 29 s (SN) Little (Vrana, Sjögren) — 11 min 56 s Almtorp (Hardt, Little) — 13 min 43 s Taffe (Vrana, Micflikier) — 13 min 49 s Kolarik (Johansson, Micflikier) — 46 min 29 s (SN) Sjögren — 51 min 37 s (TP) |                  |
| Tomas Halasz Robert Kristan | Gardiens                                                                  | David Rautio                        | |                  |
| 10 min                      | Pénalités                                                                 | 8 min                               | |                  |
| 37                          | Tirs                                                                      | 24                                  | |                  |

| 5 septembre 2014 | HC Bolzano | 4-2 (2-2, 0-0, 2-0) | TPS Turku | Palaonda, Bolzano |

| Feuille de match | Feuille de match | Feuille de match        | Feuille de match                                                     | Feuille de match |
| ---------------- | --- | ----------------------- | -------------------------------------------------------------------- | ---------------- |
|                  | Bernard — 12 min 46 s Bernard (Gander, Egger) — 17 min 18 s Insam (Cullen, Zanette) — 53 min 45 s Pance — 59 min 20 s (CV) | 0-1 0-2 1-2 2-2 3-2 4-2 | Rantanen (Smolenak, Kumeliauskas) — 1 min 22 s Smolenak — 4 min 49 s |                  |
| Jaroslav Hubl    | Gardiens | Teemu Lassila           |                                                                      |                  |
| 10 min           | Pénalités | 8 min                   |                                                                      |                  |
| 33               | Tirs | 30                      |                                                                      |                  |

| 7 septembre 2014 | HC Pardubice | 2-3 (TB) (1-2, 1-0, 0-0, 0-0, 1-0) | TPS Turku | ČEZ Arena, Pardubice |

| Feuille de match | Feuille de match                                             | Feuille de match    | Feuille de match                                                                       | Feuille de match |
| ---------------- | ------------------------------------------------------------ | ------------------- | -------------------------------------------------------------------------------------- | ---------------- |
|                  | Semorad (Pisa, Sykora) — 17 min 8 s Radil — 37 min 13 s (IN) | 0-1 0-2 1-2 2-2 2-3 | Lucenius (Pikkarainen, Virtala) — 12 min 58 s Lasch — 12 min 58 s Sointu — 70 min (TB) |                  |
| Robert Kristan   | Gardiens                                                     | Teemu Lassila       |                                                                                        |                  |
| 14 min           | Pénalités                                                    | 14 min              |                                                                                        |                  |
| 31               | Tirs                                                         | 34                  |                                                                                        |                  |

| 7 septembre 2014 | HC Bolzano | 1-2 (0-0, 0-1, 1-1) | Linköping HC | Palaonda, Bolzano |

| Feuille de match | Feuille de match         | Feuille de match | Feuille de match                                                                 | Feuille de match |
| ---------------- | ------------------------ | ---------------- | -------------------------------------------------------------------------------- | ---------------- |
|                  | Hofer — 53 min 28 s (SN) | 0-1 1-1 1-2      | Sundh (Almtorp, Dahlstrom) — 24 min 42 s Forsling (Kolarik, Taffe) — 58 min 56 s |                  |
| Jaroslav Hubl    | Gardiens                 | Marcus Hogberg   |                                                                                  |                  |
| 6 min            | Pénalités                | 16 min           |                                                                                  |                  |
| 10               | Tirs                     | 24               |                                                                                  |                  |

| 23 septembre 2014 | HC Pardubice | 1-3 (0-1, 1-1, 0-1) | HC Bolzano | ČEZ Arena, Pardubice 865 spectateurs |

| Feuille de match | Feuille de match                   | Feuille de match | Feuille de match                                                                                       | Feuille de match                                                       |
| ---------------- | ---------------------------------- | ---------------- | --- | ---------------------------------------------------------------------- |
|                  | Nahodil (Benak) — 24 min 25 s (SN) | 0-1 1-1 1-2 1-3  | Nesbitt (Cullen) — 32 s Insam (Nesbitt, Schofield) — 35 min 1 s Insam (Lee, Cullen) — 58 min 46 s (CV) | Arbitrage : Ievgueni Romasko René Hradil Miroslav Lhotský Jiří Svoboda |
| Tomas Halasz     | Gardiens                           | Jaroslav Hubl    | | Arbitrage : Ievgueni Romasko René Hradil Miroslav Lhotský Jiří Svoboda |
| 12 min           | Pénalités                          | 8 min            | | Arbitrage : Ievgueni Romasko René Hradil Miroslav Lhotský Jiří Svoboda |
| 29               | Tirs                               | 23               | | Arbitrage : Ievgueni Romasko René Hradil Miroslav Lhotský Jiří Svoboda |

| 24 septembre 2014 | TPS Turku | 3-4 (TB) (1-1, 1-1, 1-1, 0-0, 0-1) | Linköping HC | HK-areena, Turku 3 648 spectateurs |

| Feuille de match  | Feuille de match                                                                                                | Feuille de match            | Feuille de match | Feuille de match                                                 |
| ----------------- | --- | --------------------------- | --- | ---------------------------------------------------------------- |
|                   | Rantanen (Kumeliauskas) — 7 min 9 s Kumeliauskas (Virtala) — 27 min 1 s Pikkarainen (Virtala) — 42 min 3 s (IN) | 1-0 1-1 2-1 2-2 2-3 3-3 3-4 | Karlsson (Forsling, Micflikier) — 14 min 25 s (SN) Micflikier (Kolarik, Taffe) — 35 min 55 s Sjögren (Hardt, Little) — 40 min 17 s Little — 70 min (TB) | Arbitrage : Jan Hribik Mikko Kaukokari Henri Neva Hannu Sormunen |
| Kristian Jarvinen | Gardiens | Marcus Hogberg              | | Arbitrage : Jan Hribik Mikko Kaukokari Henri Neva Hannu Sormunen |
| 56 min            | Pénalités | 28 min                      | | Arbitrage : Jan Hribik Mikko Kaukokari Henri Neva Hannu Sormunen |
| 38                | Tirs | 27                          | | Arbitrage : Jan Hribik Mikko Kaukokari Henri Neva Hannu Sormunen |

| 7 octobre 2014 | HC Bolzano | 4-3 (0-1, 1-2, 3-0) | HC Pardubice | Palaonda, Bolzano 1 413 spectateurs |

| Feuille de match | Feuille de match | Feuille de match            | Feuille de match                                                                                            | Feuille de match                           |
| ---------------- | --- | --------------------------- | --- | ------------------------------------------ |
|                  | Gander (Lee, de Simone) — 34 min 25 s Insam (Lee, de Simone) — 44 min 52 s Zisser (Sisca, de Simone) — 52 min 5 s Insam (de Simone, Zanette) — 55 min 23 s (SN) | 0-1 0-2 1-2 1-3 2-3 3-3 4-3 | Radil (Nahodil, Kaut) — 19 min 46 s (SN) Scotka (Gregorc, Radil) — 20 min 53 s Radil (Nahodil) — 35 min 3 s | Arbitrage : Haupt Trilar Rakovic Johnstone |
| Jaroslav Hubl    | Gardiens | Tomas Halasz                | | Arbitrage : Haupt Trilar Rakovic Johnstone |
| 31 min           | Pénalités | 14 min                      | | Arbitrage : Haupt Trilar Rakovic Johnstone |
| 35               | Tirs | 31                          | | Arbitrage : Haupt Trilar Rakovic Johnstone |

| 7 octobre 2014 | Linköping HC | 1-2 (0-1, 1-1, 0-0) | TPS Turku | Saab Arena, Linköping 1 783 spectateurs |

| Feuille de match | Feuille de match                          | Feuille de match                | Feuille de match                                                                      | Feuille de match |
| ---------------- | ----------------------------------------- | ------------------------------- | ------------------------------------------------------------------------------------- | ---------------- |
|                  | Taffe (Micflikier, Kolarik) — 28 min (SN) | 0-1 0-2 1-2                     | Sointu (Seigo, Kumeliauskas) — 16 min 45 s Lehtonen (Koskiranta, Lasch) — 20 min 27 s |                  |
| Marcus Hogberg   | Gardiens                                  | Kristian Jarvinen Teemu Lassila |                                                                                       |                  |
| 10 min           | Pénalités                                 | 16 min                          |                                                                                       |                  |
| 32               | Tirs                                      | 20                              |                                                                                       |                  |

### Classement final
| Clt   | Équipe              | PJ | V | VP | D | DP | BP | BC | Diff | Pts |
| ----- | ------------------- | -- | - | -- | - | -- | -- | -- | ---- | --- |
| +001, | Linköpings HC       | 6  | 4 | 1  | 1 | 0  | 20 | 10 | +10  | 14  |
| +002, | TPS                 | 6  | 3 | 1  | 1 | 1  | 21 | 12 | +9   | 12  |
| +003, | Hockey Club Bolzano | 6  | 3 | 0  | 3 | 0  | 12 | 22 | -10  | 9   |
| +004, | HC Pardubice        | 6  | 0 | 0  | 5 | 1  | 11 | 20 | -9   | 1   |

- Qualifié pour les huitièmes de finale

## Groupe G

### Matches
| 21 août 2014 | KalPa | 4-5 (TB) (2-0, 1-2, 1-2, 0-0, 0-1) | HC Sparta Prague | Kuopion jäähalli, Kuopio |

| Feuille de match | Feuille de match | Feuille de match                    | Feuille de match | Feuille de match |
| ---------------- | --- | ----------------------------------- | --- | ---------------- |
|                  | Junnila (Liedes, Harjama) — 12 min 16 s Riikola (Ilomaki, Birner) — 17 min 58 s (SN) Mutanen (Riikola) — 37 min 45 s Birner (Kubalik, Ilomaki) — 57 min 40 s | 1-0 2-0 2-1 2-2 3-2 3-3 4-3 4-4 4-5 | Sabolič — 20 min 7 s Cingel (Hlinka, Sabolič) — 23 min 35 s (SN) Buchtele (Reway) — 55 min 8 s Buchtele (Reway) — 58 min 33 s Sabolič — 70 min (TB) |                  |
| Eero Kilpelainen | Gardiens | Rastislav Staňa                     | |                  |
| 10 min           | Pénalités | 10 min                              | |                  |
| 25               | Tirs | 32                                  | |                  |

| 21 août 2014 | Växjö Lakers HC | 6-1 (1-0, 1-1, 4-0) | Adler Mannheim | Vida Arena, Växjö |

| Feuille de match    | Feuille de match | Feuille de match            | Feuille de match                              | Feuille de match |
| ------------------- | --- | --------------------------- | --------------------------------------------- | ---------------- |
|                     | Johansson (Kallio, Erixon) — 5 min 33 s Johnson (Erixon, Lundh) — 34 min 16 s Johansson (Rosén, Kallio) — 41 min 48 s (SN) Kallio (Varakas, Erixon) — 44 min 35 s Rosén (Lundh, Welch) — 45 min 25 s Lundh — 56 min 21 s (SN) | 1-0 1-1 2-1 3-1 4-1 5-1 6-1 | Tardif (Metropolit, Akdag) — 34 min 11 s (SN) |                  |
| Cristopher Nilstorp | Gardiens | Dennis Endras               |                                               |                  |
| 14 min              | Pénalités | 16 min                      |                                               |                  |
| 19                  | Tirs | 30                          |                                               |                  |

| 24 août 2014 | Växjö Lakers HC | 2-5 (1-1, 0-2, 1-2) | HC Sparta Prague | Vida Arena, Växjö |

| Feuille de match    | Feuille de match                                                         | Feuille de match            | Feuille de match | Feuille de match |
| ------------------- | ------------------------------------------------------------------------ | --------------------------- | --- | ---------------- |
|                     | Stromwall — 11 min 52 s Johansson (Kallio, Rakhshani) — 43 min 38 s (SN) | 0-1 1-1 1-2 1-3 2-3 2-4 2-5 | Rolinek (Kumstat, Pech) — 4 min 1 s Kumstat (Piskacek, Barinka) — 23 min 7 s (SN) Pech — 28 min 58 s Pech (Rolinek, Kumstat) — 46 min 6 s Barinka (Piskacek, Pech) — 59 min 54 s (2 SN) |                  |
| Cristopher Nilstorp | Gardiens                                                                 | Rastislav Staňa             | |                  |
| 14 min              | Pénalités                                                                | 14 min                      | |                  |
| 26                  | Tirs                                                                     | 26                          | |                  |

| 24 août 2014 | KalPa | 1-0 (1-0, 0-0, 0-0) | Adler Mannheim | Kuopion jäähalli, Kuopio |

| Feuille de match | Feuille de match                                   | Feuille de match | Feuille de match | Feuille de match |
| ---------------- | -------------------------------------------------- | ---------------- | ---------------- | ---------------- |
|                  | Timonen (Voutilainen, Lyytinen) — 17 min 55 s (SN) | 1-0              |                  |                  |
| Eero Kilpelainen | Gardiens                                           | Dennis Endras    |                  |                  |
| 12 min           | Pénalités                                          | 16 min           |                  |                  |
| 18               | Tirs                                               | 34               |                  |                  |

| 4 septembre 2014 | Adler Mannheim | 3-1 (1-0, 0-0, 2-1) | KalPa | SAP Arena, Mannheim |

| Feuille de match | Feuille de match | Feuille de match | Feuille de match                            | Feuille de match |
| ---------------- | --- | ---------------- | ------------------------------------------- | ---------------- |
|                  | Rheault (Hospelt, Fischer) — 14 min 57 s (SN) Metropolit (Plachta, Reul) — 53 min 53 s Rheault (Hospelt, Hofflin) — 59 min (CV) | 1-0 1-1 2-1 3-1  | Riikola (Ruohomaa, Hyvarinen) — 48 min 32 s |                  |
| Youri Ziffzer    | Gardiens | Eero Kilpelainen |                                             |                  |
| 42 min           | Pénalités | 40 min           |                                             |                  |
| 36               | Tirs | 29               |                                             |                  |

| 4 septembre 2014 | HC Sparta Prague | 5-4 (0-0, 3-1, 2-3) | Växjö Lakers HC | Tipsport Arena, Prague |

| Feuille de match | Feuille de match | Feuille de match                    | Feuille de match | Feuille de match |
| ---------------- | --- | ----------------------------------- | --- | ---------------- |
|                  | Polášek — 24 min 13 s Klimek (Pribyl, Pilař) — 26 min 17 s Pribyl (Klimek, Polášek) — 32 min 51 s Reway (Pilar, Daloga) — 42 min 39 s (SN) Volek (Kiiskinen, Hlinka) — 44 min | 1-0 2-0 3-0 3-1 4-1 5-1 5-2 5-3 5-4 | Kallio (Rakhshani) — 34 min 15 s (SN) Lundh (Erixon, Rosen) — 44 min 13 s Reddox (Kiiskinen) — 47 min 28 s Reddox (Lundgren) — 55 min 42 s |                  |
| Rastislav Stana  | Gardiens | Cristopher Nilstorp Stefan Steen    | |                  |
| 40 min           | Pénalités | 8 min                               | |                  |
|                  | Tirs | 24                                  | |                  |

| 6 septembre 2014 | Adler Mannheim | 1-2 (1-0, 0-1, 0-1) | Växjö Lakers HC | SAP Arena, Mannheim |

| Feuille de match | Feuille de match                      | Feuille de match | Feuille de match                                                | Feuille de match |
| ---------------- | ------------------------------------- | ---------------- | --------------------------------------------------------------- | ---------------- |
|                  | Tardif (Plachta, Wagner) — 4 min 29 s | 1-0 1-1 1-2      | Laakso — 24 min 41 s Johnson (Larsson, Johansson) — 46 min 34 s |                  |
| Dennis Endras    | Gardiens                              | Stefan Steen     |                                                                 |                  |
| 16 min           | Pénalités                             | 10 min           |                                                                 |                  |
| 26               | Tirs                                  | 40               |                                                                 |                  |

| 6 septembre 2014 | HC Sparta Prague | 2-3 (1-1, 1-2, 0-0) | KalPa | Tipsport Arena, Prague |

| Feuille de match | Feuille de match                                               | Feuille de match    | Feuille de match                                                                          | Feuille de match |
| ---------------- | -------------------------------------------------------------- | ------------------- | ----------------------------------------------------------------------------------------- | ---------------- |
|                  | Hlinka (Reway, Rolinek) — 13 min 49 s Reway — 29 min 23 s (SN) | 0-1 1-1 1-2 2-2 2-3 | Rissanen — 9 min 43 s Ilomaki (Lyytinen, Birner) — 24 min 21 s Ilomaki — 32 min 27 s (SN) |                  |
| Filip Novotny    | Gardiens                                                       | Eero Kilpelainen    |                                                                                           |                  |
| 10 min           | Pénalités                                                      | 12 min              |                                                                                           |                  |
| 34               | Tirs                                                           | 22                  |                                                                                           |                  |

| 23 septembre 2014 | Adler Mannheim | 3-2 (pr) (1-0, 0-1, 1-1, 1-0) | HC Sparta Prague | SAP Arena, Mannheim |

| Feuille de match | Feuille de match | Feuille de match    | Feuille de match                                     | Feuille de match                                 |
| ---------------- | --- | ------------------- | ---------------------------------------------------- | ------------------------------------------------ |
|                  | Hospelt (Richmond, Fischer) — 6 min 11 s (SN) Mauer (Ullmann, Richmond) — 42 min 4 s Hecht (Ullmann) — 60 min 40 s (SN) | 1-0 1-1 2-1 2-2 3-2 | Pech — 23 min 52 s Mikuš (Pech, Pilař) — 59 min 17 s | Arbitrage : Fonselius Brüggemann Schrader Berger |
| Youri Ziffzer    | Gardiens | Rastislav Stana     |                                                      | Arbitrage : Fonselius Brüggemann Schrader Berger |
| 10 min           | Pénalités | 35 min              |                                                      | Arbitrage : Fonselius Brüggemann Schrader Berger |
| 35               | Tirs | 29                  |                                                      | Arbitrage : Fonselius Brüggemann Schrader Berger |

| 24 septembre 2014 | Växjö Lakers HC | 2-1 (1-0, 1-0, 0-1) | KalPa | Vida Arena, Växjö 2 327 spectateurs |

| Feuille de match | Feuille de match                                                                        | Feuille de match | Feuille de match                            | Feuille de match                               |
| ---------------- | --------------------------------------------------------------------------------------- | ---------------- | ------------------------------------------- | ---------------------------------------------- |
|                  | Kiiskinen (Varakas, Laakso) — 3 min 11 s Johnson (Varakas, Kiiskinen) — 22 min 2 s (SN) | 1-0 2-0 2-1      | Kubalik (Hyvarinen, Rissanen) — 50 min 37 s | Arbitrage : Warshaw Persson Lundgren Malmqvist |
| Stefan Steen     | Gardiens                                                                                | Eero Kilpelainen |                                             | Arbitrage : Warshaw Persson Lundgren Malmqvist |
| 8 min            | Pénalités                                                                               | 6 min            |                                             | Arbitrage : Warshaw Persson Lundgren Malmqvist |
| 21               | Tirs                                                                                    | 22               |                                             | Arbitrage : Warshaw Persson Lundgren Malmqvist |

| 7 octobre 2014 | KalPa | 1-3 (0-3, 1-0, 0-0) | Växjö Lakers HC | Kuopion jäähalli, Kuopio 2 646 spectateurs |

| Feuille de match | Feuille de match                               | Feuille de match | Feuille de match | Feuille de match |
| ---------------- | ---------------------------------------------- | ---------------- | --- | ---------------- |
|                  | Koivisto (Ruohomaa, Birner) — 39 min 51 s (SN) | 0-1 0-2 0-3 1-3  | Kiiskinen (Johnson, Rosen) — 8 min 54 s Johnson (Kiiskinen) — 10 min 57 s Larsson (Rakhshani, Varakas) — 17 min 53 s |                  |
| Samu Perhonen    | Gardiens                                       | Stefan Steen     | |                  |
| 2 min            | Pénalités                                      | 10 min           | |                  |
| 16               | Tirs                                           | 19               | |                  |

| 8 octobre 2014 | HC Sparta Prague | 6-3 (1-1, 2-1, 3-1) | Adler Mannheim | Tipsport Arena, Prague 2 448 spectateurs |

| Feuille de match | Feuille de match | Feuille de match                    | Feuille de match | Feuille de match                            |
| ---------------- | --- | ----------------------------------- | --- | ------------------------------------------- |
|                  | Hrbas (Rolinek) — 4 min 13 s (SN) Forman ( Buchtele) — 25 min 24 s (SN) Klimek (Reway) — 39 min 18 s Kumstat (Pech, Rolinek) — 51 min 17 s Buchtele (Pribyl, Reway) — 58 min 21 s (CV) Rolinek (Kumstat, Piskacek) — 59 min 24 s (CV) | 1-0 1-1 1-2 2-2 3-2 4-2 4-3 5-3 6-3 | Metropolit (Tardif, Raymond) — 16 min 55 s Tardif (Plachta) — 20 min 20 s Raymond (Metropolit, Plachta) — 57 min 24 s | Arbitrage : Sjöqvist Hribik Svoboda Lhotsky |
| Filip Novotny    | Gardiens | Youri Ziffzer                       | | Arbitrage : Sjöqvist Hribik Svoboda Lhotsky |
| 6 min            | Pénalités | 10 min                              | | Arbitrage : Sjöqvist Hribik Svoboda Lhotsky |
| 41               | Tirs | 30                                  | | Arbitrage : Sjöqvist Hribik Svoboda Lhotsky |

### Classement final
| Clt   | Équipe           | PJ | V | VP | D | DP | BP | BC | Diff | Pts |
| ----- | ---------------- | -- | - | -- | - | -- | -- | -- | ---- | --- |
| +001, | HC Sparta Prague | 6  | 3 | 1  | 1 | 1  | 25 | 19 | +6   | 12  |
| +002, | Växjö Lakers HC  | 6  | 4 | 0  | 2 | 0  | 19 | 14 | +5   | 12  |
| +003, | Adler Mannheim   | 6  | 2 | 0  | 3 | 1  | 11 | 15 | -4   | 7   |
| +004, | KalPa            | 6  | 1 | 1  | 4 | 0  | 11 | 18 | -7   | 5   |

- Qualifié pour les huitièmes de finale

## Groupe H

### Matches
| 21 août 2014 | HC Vítkovice | 5-1 (0-0, 2-1, 3-0) | ERC Ingolstadt | ČEZ Aréna, Ostrava 3 398 spectateurs |

| Feuille de match | Feuille de match | Feuille de match        | Feuille de match                  | Feuille de match                                               |
| ---------------- | --- | ----------------------- | --------------------------------- | -------------------------------------------------------------- |
|                  | Zdrahal (Huzevka, Burger) — 27 min 52 s (2 SN) Huzevka (Stehlik, Zdrahal) — 28 min 46 s (SN) Stehlik (Sedivy, Burger) — 48 min 3 s (SN) Kana (Kovar, Strapac) — 50 min 55 s Zdrahal (Kucsera, Stencel) — 54 min 16 s | 1-0 2-0 2-1 3-1 4-1 5-1 | Schmidpeter (Barta) — 33 min 25 s | Arbitrage : Daniel Konc Robni Šir Tomáš Brejcha Libor Suchánek |
| Filip Sindelar   | Gardiens | Timo Pielmeier          |                                   | Arbitrage : Daniel Konc Robni Šir Tomáš Brejcha Libor Suchánek |
| 6 min            | Pénalités | 22 min                  |                                   | Arbitrage : Daniel Konc Robni Šir Tomáš Brejcha Libor Suchánek |
| 30               | Tirs | 25                      |                                   | Arbitrage : Daniel Konc Robni Šir Tomáš Brejcha Libor Suchánek |

| 21 août 2014 | EV Zoug | 1-2 (1-1, 0-1, 0-0) | SaiPa Lappeenranta | Bossard Arena, Zoug 2 818 spectateurs |

| Feuille de match | Feuille de match                          | Feuille de match | Feuille de match                                                                         | Feuille de match                                                 |
| ---------------- | ----------------------------------------- | ---------------- | ---------------------------------------------------------------------------------------- | ---------------------------------------------------------------- |
|                  | Earl (Sondell, Suri) — 15 min 26 s (2 SN) | 0-1 1-1 1-2      | McIntyre (Spina, Lofquist) — 11 min 42 s (SN) Venalainen (Backman, Flinck) — 25 min 21 s | Arbitrage : Mikael Nord Marcus Vinnerborg Peter Kung Roger Burgi |
| Tobias Stephan   | Gardiens                                  | Jussi Markkanen  |                                                                                          | Arbitrage : Mikael Nord Marcus Vinnerborg Peter Kung Roger Burgi |
| 12 min           | Pénalités                                 | 12 min           |                                                                                          | Arbitrage : Mikael Nord Marcus Vinnerborg Peter Kung Roger Burgi |
| 23               | Tirs                                      | 21               |                                                                                          | Arbitrage : Mikael Nord Marcus Vinnerborg Peter Kung Roger Burgi |

| 23 août 2014 | HC Vítkovice | 2-5 (0-0, 0-2, 2-3) | EV Zoug | ČEZ Aréna, Ostrava |

| Feuille de match | Feuille de match                                              | Feuille de match            | Feuille de match | Feuille de match                                                  |
| ---------------- | ------------------------------------------------------------- | --------------------------- | --- | ----------------------------------------------------------------- |
|                  | Huzevka (Stehlik, Burger) — 43 min 41 s Huzevka — 56 min 32 s | 0-1 0-2 0-3 1-3 1-4 2-4 2-5 | Earl — 32 min 52 s (SN) Ramholt — 37 min 34 s (IN) Sutter (Herzog, Lüthi) — 42 min 32 s Grossmann — 45 min 54 s (IN) Holden — 59 min 20 s (CV) | Arbitrage : Vladimír Baluška René Hradil Jiří Gebauer Vít Lederer |
| Filip Šindelář   | Gardiens                                                      | Tobias Stephan              | | Arbitrage : Vladimír Baluška René Hradil Jiří Gebauer Vít Lederer |
| 10 min           | Pénalités                                                     | 16 min                      | | Arbitrage : Vladimír Baluška René Hradil Jiří Gebauer Vít Lederer |
| 27               | Tirs                                                          | 22                          | | Arbitrage : Vladimír Baluška René Hradil Jiří Gebauer Vít Lederer |

| 23 août 2014 | ERC Ingolstadt | 4-1 (1-0, 2-1, 1-0) | SaiPa Lappeenranta | Saturn Arena, Ingolstadt |

| Feuille de match | Feuille de match | Feuille de match    | Feuille de match                     | Feuille de match                                               |
| ---------------- | --- | ------------------- | ------------------------------------ | -------------------------------------------------------------- |
|                  | Brocklehurst (Schmidpeter, Koppchen) — 10 min 10 s Szwez (Buck, MacMurchy) — 23 min 2 s MacMurchy (Brocklehurst, Kohl) — 32 min 21 s (SN) Koppchen (Szwez, Buck) — 44 min 44 s | 1-0 2-0 3-0 3-1 4-1 | Salcido (Koho, Flinck) — 33 min 29 s | Arbitrage : Pavel Hodek Stephan Bauer Markku Buse Andreas Flad |
| Timo Pielmeier   | Gardiens | Jussi Markkanen     |                                      | Arbitrage : Pavel Hodek Stephan Bauer Markku Buse Andreas Flad |
| 40 min           | Pénalités | 28 min              |                                      | Arbitrage : Pavel Hodek Stephan Bauer Markku Buse Andreas Flad |
| 25               | Tirs | 55                  |                                      | Arbitrage : Pavel Hodek Stephan Bauer Markku Buse Andreas Flad |

| 4 septembre 2014 | SaiPa Lappeenranta | 4-3 (TB) (0-0, 1-2, 2-1, 0-0, 1-0) | HC Vítkovice | Kisapuisto, Lappeenranta |

| Feuille de match | Feuille de match | Feuille de match            | Feuille de match                                                                | Feuille de match                                                        |
| ---------------- | --- | --------------------------- | ------------------------------------------------------------------------------- | ----------------------------------------------------------------------- |
|                  | Jarvinen (Spina, McIntyre) — 28 min 35 s Spina (Tavi, McIntyre) — 43 min 54 s (SN) Pitkanen (Spina, Salcido) — 46 min 14 s Järvinen — 70 min (TB) | 1-0 1-1 1-2 2-2 3-2 3-3 4-3 | Svacina — 33 min 38 s (SN) Kana (Nemec, Szturc) — 35 min 26 s Kana — 56 min 6 s | Arbitrage : Mikael Holm Jukka Hakkarainen Jani Pesonen Daniel Österholm |
| Jussi Markkanen  | Gardiens | Daniel Dolejs               |                                                                                 | Arbitrage : Mikael Holm Jukka Hakkarainen Jani Pesonen Daniel Österholm |
| 12 min           | Pénalités | 22 min                      |                                                                                 | Arbitrage : Mikael Holm Jukka Hakkarainen Jani Pesonen Daniel Österholm |
| 50               | Tirs | 17                          |                                                                                 | Arbitrage : Mikael Holm Jukka Hakkarainen Jani Pesonen Daniel Österholm |

| 4 septembre 2014 | EV Zoug | 3-2 (2-1, 1-0, 0-1) | ERC Ingolstadt | Bossard Arena, Zoug |

| Feuille de match | Feuille de match                                                                                               | Feuille de match    | Feuille de match                             | Feuille de match                                                     |
| ---------------- | --- | ------------------- | -------------------------------------------- | -------------------------------------------------------------------- |
|                  | Christen (Lammer, Bouchard) — 11 min 20 s (SN) Holden (Martschini, Sondell) — 12 min 1 s Ramholt — 20 min 56 s | 1-0 2-0 2-1 3-1 3-2 | Gawlik — 17 min 40 s Buck — 46 min 49 s (SN) | Arbitrage : Martin Frano Stephan Eichman Nicolas Fluri Balazs Kovacs |
| Tobias Stephan   | Gardiens | Timo Pielmeier      |                                              | Arbitrage : Martin Frano Stephan Eichman Nicolas Fluri Balazs Kovacs |
| 6 min            | Pénalités | 8 min               |                                              | Arbitrage : Martin Frano Stephan Eichman Nicolas Fluri Balazs Kovacs |
| 18               | Tirs | 37                  |                                              | Arbitrage : Martin Frano Stephan Eichman Nicolas Fluri Balazs Kovacs |

| 6 septembre 2014 | SaiPa Lappeenranta | 5-2 (2-1, 2-1, 1-0) | ERC Ingolstadt | Kisapuisto, Lappeenranta |

| Feuille de match | Feuille de match | Feuille de match            | Feuille de match                                          | Feuille de match                                                          |
| ---------------- | --- | --------------------------- | --------------------------------------------------------- | ------------------------------------------------------------------------- |
|                  | Leivo — 8 min 58 s Spina (Jarvinen, Salcido) — 10 min 22 s McIntyre — 24 min 14 s (SN) Hamalainen — 34 min 31 s Spina (Lofquist, McIntyre) — 53 min 43 s (SN) | 1-0 2-0 2-1 3-1 3-2 4-2 5-2 | Buck (Taticek, Kohl) — 19 min 3 s (SN) Ross — 25 min 46 s | Arbitrage : Vladimir Pesina Jari-Pekka Pajula Iikka Kilunen Masi Puolakka |
| Jussi Markkanen  | Gardiens | Timo Pielmeier              |                                                           | Arbitrage : Vladimir Pesina Jari-Pekka Pajula Iikka Kilunen Masi Puolakka |
| 10 min           | Pénalités | 20 min                      |                                                           | Arbitrage : Vladimir Pesina Jari-Pekka Pajula Iikka Kilunen Masi Puolakka |
| 24               | Tirs | 21                          |                                                           | Arbitrage : Vladimir Pesina Jari-Pekka Pajula Iikka Kilunen Masi Puolakka |

| 6 septembre 2014 | EV Zoug | 3-2 (2-0, 0-1, 1-1) | HC Vítkovice | Bossard Arena, Zoug |

| Feuille de match | Feuille de match | Feuille de match    | Feuille de match                                             | Feuille de match                                                |
| ---------------- | --- | ------------------- | ------------------------------------------------------------ | --------------------------------------------------------------- |
|                  | Bouchard (Bürgler, Earl) — 5 min 13 s Sondell (Holden, Martschini) — 13 min 43 s Bouchard (Sondell, Grossmann) — 40 min 36 s (SN) | 1-0 2-0 2-1 3-1 3-2 | Huna (Svacina, Roman) — 33 min 10 s (SN) Vandas — 56 min 3 s | Arbitrage : Lars Bruggeman Tobias Wehrli Roger Burgi Peter Kung |
| Tobias Stephan   | Gardiens | Filip Šindelář      |                                                              | Arbitrage : Lars Bruggeman Tobias Wehrli Roger Burgi Peter Kung |
| 12 min           | Pénalités | 8 min               |                                                              | Arbitrage : Lars Bruggeman Tobias Wehrli Roger Burgi Peter Kung |
| 24               | Tirs | 32                  |                                                              | Arbitrage : Lars Bruggeman Tobias Wehrli Roger Burgi Peter Kung |

| 23 septembre 2014 | SaiPa Lappeenranta | 3-0 (2-0, 1-0, 0-0) | EV Zoug | Kisapuisto, Lappeenranta 3 044 spectateurs |

| Feuille de match | Feuille de match | Feuille de match | Feuille de match | Feuille de match                                                    |
| ---------------- | --- | ---------------- | ---------------- | ------------------------------------------------------------------- |
|                  | Mankinen (Riikola, Tavi) — 6 min 14 s Lappalainen (Venalainen, Flinck) — 19 min 45 s Riikola (Spina, McIntyre) — 30 min 32 s (SN) | 1-0 2-0 3-0      |                  | Arbitrage : Mikael Nord Jari-Pekka Pajula Joonas Saha Pasi Nieminen |
| Jussi Markkanen  | Gardiens | Tobias Stephan   |                  | Arbitrage : Mikael Nord Jari-Pekka Pajula Joonas Saha Pasi Nieminen |
| 33 min           | Pénalités | 45 min           |                  | Arbitrage : Mikael Nord Jari-Pekka Pajula Joonas Saha Pasi Nieminen |
| 34               | Tirs | 12               |                  | Arbitrage : Mikael Nord Jari-Pekka Pajula Joonas Saha Pasi Nieminen |

| 23 septembre 2014 | ERC Ingolstadt | 4-5 (TB) (0-2, 2-1, 2-1, 0-0, 0-1) | HC Vítkovice | Saturn Arena, Ingolstadt |

| Feuille de match | Feuille de match | Feuille de match                    | Feuille de match | Feuille de match                                                    |
| ---------------- | --- | ----------------------------------- | --- | ------------------------------------------------------------------- |
|                  | Davidek (Periard, Kohl) — 20 min 59 s Taticek (Kohl, Davidek) — 36 min 31 s Davidek (Brocklehurst) — 47 min 34 s Ross — 59 min 59 s (SN) | 0-1 0-2 1-2 1-3 2-3 3-3 3-4 4-4 4-5 | Hlinka (Demel) — 8 min 3 s Klok (Huna) — 13 min 1 s (SN) Ceresnak (Svacina, Roman) — 31 min 20 s (SN) Huna (Roman, Svacina) — 54 min 30 s (SN) Vandas — 70 min (TB) | Arbitrage : Robert Mullner Gordon Schukies Markku Büse Andreas Flad |
| HC Vítkovice     | Gardiens | Filip Sindelar                      | | Arbitrage : Robert Mullner Gordon Schukies Markku Büse Andreas Flad |
| 10 min           | Pénalités | 6 min                               | | Arbitrage : Robert Mullner Gordon Schukies Markku Büse Andreas Flad |
| 35               | Tirs | 33                                  | | Arbitrage : Robert Mullner Gordon Schukies Markku Büse Andreas Flad |

| 7 octobre 2014 | HC Vítkovice | 1-3 (0-0, 1-0, 0-3) | SaiPa Lappeenranta | ČEZ Aréna, Ostrava 3 102 spectateurs |

| Feuille de match | Feuille de match                        | Feuille de match | Feuille de match | Feuille de match |
| ---------------- | --------------------------------------- | ---------------- | --- | ---------------- |
|                  | Huna (Burger, Roman) — 29 min 35 s (SN) | 1-0 1-1 1-2 1-3  | Ahonen (Mankinen, Jarvinen) — 52 min 22 s Spina (Larsson) — 54 min 59 s (SN) Ahonen (Larsson) — 59 min 38 s (IN + CV) |                  |
| Daniel Dolejs    | Gardiens                                | Jussi Markkanen  | |                  |
| 12 min           | Pénalités                               | 14 min           | |                  |
| 26               | Tirs                                    | 41               | |                  |

| 7 octobre 2014 | ERC Ingolstadt | 3-2 (pr) (0-0, 2-0, 0-2, 1-0) | EV Zoug | Saturn Arena, Ingolstadt 954 spectateurs |

| Feuille de match | Feuille de match | Feuille de match    | Feuille de match                                                   | Feuille de match                        |
| ---------------- | --- | ------------------- | ------------------------------------------------------------------ | --------------------------------------- |
|                  | Szwez (Hager) — 23 min 20 s Taticek (Koppchen, Eisenhut) — 25 min 53 s Taticek (MacMurchy, Brocklehurst) — 60 min 29 s | 1-0 2-0 2-1 2-2 3-2 | Sutter (Bertaggia, Stämpfli) — 45 min 8 s Holden — 47 min 6 s (TP) | Arbitrage : Hradil Piechaczek Büse Flad |
| Marco Eisenhut   | Gardiens | Tobias Stephan      |                                                                    | Arbitrage : Hradil Piechaczek Büse Flad |
| 4 min            | Pénalités | 12 min              |                                                                    | Arbitrage : Hradil Piechaczek Büse Flad |
| 39               | Tirs | 21                  |                                                                    | Arbitrage : Hradil Piechaczek Büse Flad |

### Classement final
| Clt   | Équipe             | PJ | V | VP | D | DP | BP | BC | Diff | Pts |
| ----- | ------------------ | -- | - | -- | - | -- | -- | -- | ---- | --- |
| +001, | SaiPa Lappeenranta | 6  | 4 | 1  | 1 | 0  | 18 | 11 | +7   | 14  |
| +002, | EV Zoug            | 6  | 3 | 0  | 2 | 1  | 14 | 14 | 0    | 10  |
| +003, | HC Vítkovice       | 6  | 1 | 1  | 3 | 1  | 18 | 20 | -2   | 6   |
| +004, | ERC Ingolstadt     | 6  | 1 | 1  | 3 | 1  | 16 | 21 | -5   | 6   |

- Qualifié pour les huitièmes de finale

## Groupe I

### Matches
| 22 août 2014 | JYP Jyväskylä | 3-2 (2-0, 1-1, 0-1) | EC Red Bull Salzbourg | Synergia-areena, Jyväskylä |

| Feuille de match | Feuille de match                                                                                | Feuille de match    | Feuille de match                                                       | Feuille de match |
| ---------------- | ----------------------------------------------------------------------------------------------- | ------------------- | ---------------------------------------------------------------------- | ---------------- |
|                  | Salmio — 4 min 10 s Perrin (Tuppurainen, Mäenpää) — 19 min 12 s (SN) Hubacek — 20 min 18 s (TP) | 1-0 2-0 3-0 3-1 3-2 | Raffl (Kutlak) — 32 min 22 s (IN) Fahey (Walter, Welser) — 58 min 15 s |                  |
| Tuomas Tarkki    | Gardiens                                                                                        | Bernd Brückler      |                                                                        |                  |
| 14 min           | Pénalités                                                                                       | 12 min              |                                                                        |                  |
| 20               | Tirs                                                                                            | 16                  |                                                                        |                  |

| 22 août 2014 | HV71 | 3-2 (1-0, 1-1, 1-1) | Kloten Flyers | Kinnarps Arena, Jönköping |

| Feuille de match | Feuille de match | Feuille de match    | Feuille de match                                                 | Feuille de match |
| ---------------- | --- | ------------------- | ---------------------------------------------------------------- | ---------------- |
|                  | Christensen (Brithen, Melin) — 11 min 43 s (SN) Christensen (Melin) — 38 min 38 s (2 SN) Jämtin (Campoli, Fiala) — 51 min 37 s (SN) | 1-0 1-1 2-1 3-1 3-2 | Praplan (Guggisberg, Santala) — 23 min 4 s Praplan — 52 min 51 s |                  |
| Gustaf Wesslau   | Gardiens | Martin Gerber       |                                                                  |                  |
| 33 min           | Pénalités | 37 min              |                                                                  |                  |
| 24               | Tirs | 27                  |                                                                  |                  |

| 24 août 2014 | HV71 | 3-5 (1-1, 0-1, 2-3) | EC Red Bull Salzbourg | Kinnarps Arena, Jönköping |

| Feuille de match | Feuille de match | Feuille de match                | Feuille de match | Feuille de match |
| ---------------- | --- | ------------------------------- | --- | ---------------- |
|                  | Torngren (Andersson, Strandberg) — 14 min 25 s Melin (Christensen, Ridderwall) — 40 min 30 s (SN) Christensen (Ridderwall, Karlsson) — 46 min 46 s (SN) | 0-1 1-1 1-2 2-2 3-2 3-3 3-4 3-5 | Cijan (Trattnig, Welser) — 5 min 3 s Fahey (Hughes, Sterling) — 21 min 39 s (SN) Walter — 52 min 24 s Walter (Latusa, Kutlak) — 55 min 40 s (SN) Meckler — 58 min 43 s (CV) |                  |
| Erik Ersberg     | Gardiens | Luka Gračnar                    | |                  |
| 12 min           | Pénalités | 40 min                          | |                  |
| 29               | Tirs | 43                              | |                  |

| 24 août 2014 | JYP Jyväskylä | 2-0 (1-0, 1-0, 0-0) | Kloten Flyers | Synergia-areena, Jyväskylä |

| Feuille de match | Feuille de match                                                                                  | Feuille de match | Feuille de match | Feuille de match |
| ---------------- | ------------------------------------------------------------------------------------------------- | ---------------- | ---------------- | ---------------- |
|                  | Mäenpää (Tuppurainen, Pihlman) — 2 min 36 s (SN) Perrin (Mäenpää, Tuppurainen) — 35 min 32 s (SN) | 1-0 2-0          |                  |                  |
| Tuomas Tarkki    | Gardiens                                                                                          | Martin Gerber    |                  |                  |
| 10 min           | Pénalités                                                                                         | 10 min           |                  |                  |
| 22               | Tirs                                                                                              | 23               |                  |                  |

| 5 septembre 2014 | EC Red Bull Salzbourg | 4-0 (1-0, 1-0, 2-0) | JYP Jyväskylä | Eisarena Salzbourg, Salzbourg |

| Feuille de match | Feuille de match | Feuille de match | Feuille de match | Feuille de match |
| ---------------- | --- | ---------------- | ---------------- | ---------------- |
|                  | Kutlak (Beach, Pallestrang) — 4 min 28 s Trattnig (Milam, Raffl) — 29 min 43 s (SN) Sterling (Raffl, Hughes) — 51 min 57 s (SN) Meckler (Duncan) — 59 min 2 s (SN) | 1-0 2-0 3-0 4-0  |                  |                  |
| Luka Gračnar     | Gardiens | Tuomas Tarkki    |                  |                  |
| 14 min           | Pénalités | 20 min           |                  |                  |
| 35               | Tirs | 35               |                  |                  |

| 5 septembre 2014 | Kloten Flyers | 0-5 (0-2, 0-2, 0-1) | HV71 | Kolping Arena, Kloten |

| Feuille de match | Feuille de match | Feuille de match    | Feuille de match | Feuille de match |
| ---------------- | ---------------- | ------------------- | --- | ---------------- |
|                  |                  | 0-1 0-2 0-3 0-4 0-5 | Nilson (Jamtin, P. Carlsson) — 24 s Karlsson (Tedenby, Campoli) — 11 min 47 s (SN) Nilson (M. Karlsson, Sandberg) — 36 min 57 s (2 SN) Brithen (Ridderwall, Christensen) — 38 min 31 s (SN) Nilson (Jamtin, P. Karlsson) — 56 min 9 s |                  |
| Martin Gerber    | Gardiens         | Gustaf Wesslau      | |                  |
| 39 min           | Pénalités        | 16 min              | |                  |
| 24               | Tirs             | 38                  | |                  |

| 7 septembre 2014 | Kloten Flyers | 2-3 (pr) (2-0, 0-1, 0-1, 0-1) | JYP Jyväskylä | Kolping Arena, Kloten |

| Feuille de match | Feuille de match                                                    | Feuille de match    | Feuille de match                                                                                      | Feuille de match |
| ---------------- | ------------------------------------------------------------------- | ------------------- | --- | ---------------- |
|                  | DuPont (Back, Guggisberg) — 7 min 52 s (2 SN) Praplan — 12 min 20 s | 1-0 2-0 2-1 2-2 2-3 | Jaatinen (Perrin, Luoma) — 25 min 7 s Luoma (Salonen, Boyce) — 46 min 51 s (SN) Salonen — 61 min 27 s |                  |
| Martin Gerber    | Gardiens                                                            | Tuomas Tarkki       | |                  |
| 14 min           | Pénalités                                                           | 10 min              | |                  |
| 26               | Tirs                                                                | 53                  | |                  |

| 7 septembre 2014 | EC Red Bull Salzbourg | 3-1 (1-0, 0-1, 2-0) | HV71 | Eisarena Salzbourg, Salzbourg |

| Feuille de match | Feuille de match | Feuille de match | Feuille de match                            | Feuille de match |
| ---------------- | --- | ---------------- | ------------------------------------------- | ---------------- |
|                  | Raffl (Latusa, Komarek) — 4 min 41 s Fahey (Hughes, Sterling) — 47 min 55 s (SN) Sterling (Hughes, Trattnig) — 51 min 37 s (SN) | 1-0 1-1 2-1 3-1  | Brithen (Karlsson, Melin) — 29 min 8 s (SN) |                  |
| Luka Gračnar     | Gardiens | Gustaf Wesslau   |                                             |                  |
| 28 min           | Pénalités | 30 min           |                                             |                  |
| 25               | Tirs | 27               |                                             |                  |

| 23 septembre 2014 | JYP Jyväskylä | 4-3 (TB) (2-0, 0-2, 1-1, 0-0, 1-0) | HV71 | Synergia-areena, Jyväskylä 1 910 spectateurs |

| Feuille de match | Feuille de match | Feuille de match            | Feuille de match | Feuille de match                              |
| ---------------- | --- | --------------------------- | --- | --------------------------------------------- |
|                  | Lofman (Hannikainen, Tuppurainen) — 1 min 8 s Tuppurainen (Hannikainen, Salonen) — 8 min 32 s Kemilainen (Tuppurainen, Perrin) — 52 min 5 s (2 SN) Perrin — 70 min (TB) | 1-0 2-0 2-1 2-2 3-2 3-3 4-3 | Karlsson (Tedenby) — 29 min 2 s (SN) Brithen (Christensen, M. Karlsson) — 35 min 40 s (SN) Brithen (Sandberg, Tedenby) — 53 min 55 s (SN) | Arbitrage : Hribik Rantala Puolakka Österholm |
| Tuomas Tarkki    | Gardiens | Gustaf Wesslau              | | Arbitrage : Hribik Rantala Puolakka Österholm |
| 12 min           | Pénalités | 14 min                      | | Arbitrage : Hribik Rantala Puolakka Österholm |
| 26               | Tirs | 33                          | | Arbitrage : Hribik Rantala Puolakka Österholm |

| 23 septembre 2014 | Kloten Flyers | 0-2 (0-0, 0-0, 0-2) | EC Red Bull Salzbourg | Kolping Arena, Kloten |

| Feuille de match | Feuille de match | Feuille de match | Feuille de match                                                                               | Feuille de match                         |
| ---------------- | ---------------- | ---------------- | ---------------------------------------------------------------------------------------------- | ---------------------------------------- |
|                  |                  | 0-1 0-2          | Sterling (Trattnig, Heinrich) — 47 min 22 s (SN) Meckler (Trattnig, Walter) — 59 min 30 s (CV) | Arbitrage : Oskirko Kurmann Burgi Kovacs |
| Jonas Müller     | Gardiens         | Luka Gračnar     |                                                                                                | Arbitrage : Oskirko Kurmann Burgi Kovacs |
| 10 min           | Pénalités        | 12 min           |                                                                                                | Arbitrage : Oskirko Kurmann Burgi Kovacs |
| 31               | Tirs             | 33               |                                                                                                | Arbitrage : Oskirko Kurmann Burgi Kovacs |

| 7 octobre 2014 | EC Red Bull Salzbourg | 7-1 (3-1, 2-0, 2-0) | Kloten Flyers | Eisarena Salzbourg, Salzbourg |

| Feuille de match | Feuille de match | Feuille de match                | Feuille de match                             | Feuille de match |
| ---------------- | --- | ------------------------------- | -------------------------------------------- | ---------------- |
|                  | Beach (Trattnig) — 2 min 55 s Raffl (Latusa, Kutlak) — 4 min 18 s Pallestrang (Sterling, Walter) — 16 min 35 s Raffl (Latusa, Duncan) — 23 min 13 s (IN) Sterling (Welser) — 24 min 42 s Walter (Hughes, Trattnig) — 56 min 40 s Trattnig (Fahey, Meckler) — 57 min 52 s (2 SN) | 1-0 2-0 2-1 3-1 4-1 5-1 6-1 7-1 | Casutt (Guggisberg, Harlacher) — 14 min 53 s |                  |
| Luka Gracnar     | Gardiens | Martin Gerber Jonas Muller      |                                              |                  |
| 4 min            | Pénalités | 20 min                          |                                              |                  |
| 33               | Tirs | 24                              |                                              |                  |

| 7 octobre 2014 | HV71 | 0-3 (0-0, 0-3, 0-0) | JYP Jyväskylä | Kinnarps Arena, Jönköping 1 033 spectateurs |

| Feuille de match | Feuille de match | Feuille de match | Feuille de match                                                                                              | Feuille de match                            |
| ---------------- | ---------------- | ---------------- | --- | ------------------------------------------- |
|                  |                  | 0-1 0-2 0-3      | Perrin (Luoma, Kemilainen) — 28 min 32 s (2 SN) Pihlman (Hubacek) — 34 min 34 s Ikonen (Lofman) — 38 min 35 s | Arbitrage : Wiegand Edqvist Haster Pihlblad |
| Gustaf Wesslau   | Gardiens         | Tuomas Tarkki    | | Arbitrage : Wiegand Edqvist Haster Pihlblad |
| 16 min           | Pénalités        | 10 min           | | Arbitrage : Wiegand Edqvist Haster Pihlblad |
| 30               | Tirs             | 20               | | Arbitrage : Wiegand Edqvist Haster Pihlblad |

### Classement final
| Clt   | Équipe                | PJ | V | VP | D | DP | BP | BC | Diff | Pts |
| ----- | --------------------- | -- | - | -- | - | -- | -- | -- | ---- | --- |
| +001, | EC Red Bull Salzbourg | 6  | 5 | 0  | 1 | 0  | 23 | 8  | +15  | 15  |
| +002, | JYP Jyväskylä         | 6  | 3 | 2  | 1 | 0  | 15 | 11 | +4   | 13  |
| +003, | HV71                  | 6  | 2 | 0  | 3 | 1  | 15 | 17 | -2   | 7   |
| +004, | Kloten Flyers         | 6  | 0 | 0  | 5 | 1  | 5  | 22 | -17  | 1   |

- Qualifié pour les huitièmes de finale

## Groupe J

### Matches
| 21 août 2014 | Krefeld Pinguine | 1-2 (1-0, 0-1, 0-1) | Skellefteå AIK | König Palast, Krefeld 3 307 spectateurs |

| Feuille de match | Feuille de match                              | Feuille de match | Feuille de match                                                        | Feuille de match                                                            |
| ---------------- | --------------------------------------------- | ---------------- | ----------------------------------------------------------------------- | --------------------------------------------------------------------------- |
|                  | Vasiljevs (Sofron, Driendl) — 7 min 58 s (SN) | 1-0 1-1 1-2      | Forssell (Sevc) — 21 min 20 s Andersson (Norman, Lundberg) — 49 min 8 s | Arbitrage : Petri Lindqvist Daniel Piechaczek Andreas Kowert Andre Schrader |
| Tomas Duba       | Gardiens                                      | Erik Hanses      |                                                                         | Arbitrage : Petri Lindqvist Daniel Piechaczek Andreas Kowert Andre Schrader |
| 26 min           | Pénalités                                     | 26 min           |                                                                         | Arbitrage : Petri Lindqvist Daniel Piechaczek Andreas Kowert Andre Schrader |
| 21               | Tirs                                          | 45               |                                                                         | Arbitrage : Petri Lindqvist Daniel Piechaczek Andreas Kowert Andre Schrader |

| 21 août 2014 | SønderjyskE Ishockey | 4-5 (TB) (3-0, 1-2, 0-2, 0-0, 0-1) | IFK Helsinki | SE Arena, Vojens 1 826 spectateurs |

| Feuille de match | Feuille de match | Feuille de match                    | Feuille de match | Feuille de match                                                     |
| ---------------- | --- | ----------------------------------- | --- | -------------------------------------------------------------------- |
|                  | Overmark (Lykkeskov, Lund) — 5 min 13 s Asselin (Bodker) — 7 min 10 s (SN) Asselin (Quirk, Spelling) — 17 min 16 s (SN) Lykkeskov (Mortensen) — 24 min 28 s | 1-0 2-0 3-0 3-1 4-1 4-2 4-3 4-4 4-5 | Ikonen (Nykopp) — 21 min 39 s (IN) Taipalus (Leino) — 30 min 23 s (SN) Leino (Soderholm, Husso) — 40 min 18 s (SN) Taipalus (Leino) — 59 min 2 s Tomas Zaborsky — 70 min (TB) | Arbitrage : Marcus Brill Jacob Grumsen Henrik Haurum Thomas Andersen |
| Jeff Frazee      | Gardiens | Ville Husso                         | | Arbitrage : Marcus Brill Jacob Grumsen Henrik Haurum Thomas Andersen |
| 14 min           | Pénalités | 14 min                              | | Arbitrage : Marcus Brill Jacob Grumsen Henrik Haurum Thomas Andersen |
| 31               | Tirs | 33                                  | | Arbitrage : Marcus Brill Jacob Grumsen Henrik Haurum Thomas Andersen |

| 23 août 2014 | SønderjyskE Ishockey | 1-4 (0-2, 0-1, 1-1) | Skellefteå AIK | SE Arena, Vojens |

| Feuille de match | Feuille de match      | Feuille de match    | Feuille de match | Feuille de match |
| ---------------- | --------------------- | ------------------- | --- | ---------------- |
|                  | Asselin — 44 min 20 s | 0-1 0-2 0-3 1-3 1-4 | Forssell (Lehtonen, Widing) — 27 s (SN) Forssell (Pettersson, Widing) — 3 min 30 s Forssell (Widing, Sundqvist) — 33 min 28 s Calof (Forssell, Widing) — 52 min 28 s |                  |
| Jeff Frazee      | Gardiens              | Markus Svensson     | |                  |
| 43 min           | Pénalités             | 12 min              | |                  |
| 13               | Tirs                  | 39                  | |                  |

| 23 août 2014 | Krefeld Pinguine | 3-5 (1-0, 1-1, 1-4) | IFK Helsinki | König Palast, Krefeld |

| Feuille de match | Feuille de match                                                                                               | Feuille de match                | Feuille de match | Feuille de match |
| ---------------- | --- | ------------------------------- | --- | ---------------- |
|                  | Fischer (Pietta, Courchaine) — 10 min 23 s Courchaine (Sofron, Pietta) — 21 min 23 s Saint-Pierre — 41 min 8 s | 1-0 2-0 2-1 3-1 3-2 3-3 3-4 3-5 | Kuparinen — 34 min 30 s (SN) Leino (Moberg, Ramstedt) — 42 min 42 s Kuparinen — 46 min 46 s (SN) Partanen (Söderholm, Luttinen) — 52 min 59 s Luttinen — 58 min 55 s (CV) |                  |
| Tomas Duba       | Gardiens | Ville Husso                     | |                  |
| 39 min           | Pénalités | 33 min                          | |                  |
| 24               | Tirs | 16                              | |                  |

| 4 septembre 2014 | IFK Helsinki | 6-1 (2-0, 2-1, 2-0) | Krefeld Pinguine | Helsingin Jäähalli, Helsinki |

| Feuille de match | Feuille de match | Feuille de match            | Feuille de match                            | Feuille de match |
| ---------------- | --- | --------------------------- | ------------------------------------------- | ---------------- |
|                  | Ikonen — 6 min 34 s Partanen — 10 min 29 s Ramstedt (Partanen, Asten) — 26 min 16 s Partanen (Ramstedt, Auvitu) — 39 min 52 s Grillfors (Moberg, Ramstedt) — 47 min 4 s Blomqvist (Teppo, Luttinen) — 59 min 10 s | 1-0 2-0 2-1 3-1 4-1 5-1 6-1 | Schymainski (Driendl, Sofron) — 21 min 44 s |                  |
| Ville Husso      | Gardiens | Tomas Duba                  |                                             |                  |
| 8 min            | Pénalités | 14 min                      |                                             |                  |
| 39               | Tirs | 17                          |                                             |                  |

| 4 septembre 2014 | Skellefteå AIK | 4-1 (1-0, 1-1, 2-0) | SønderjyskE Ishockey | Skellefteå Kraft Arena, Skellefteå |

| Feuille de match | Feuille de match | Feuille de match    | Feuille de match                             | Feuille de match |
| ---------------- | --- | ------------------- | -------------------------------------------- | ---------------- |
|                  | Zackrisson (Heed, Pettersson) — 13 min 5 s (SN) Norman (Lindholm, Sevc) — 25 min 16 s Norman — 54 min 33 s Sundqvist — 58 min 465 s (CV) | 1-0 1-1 2-1 3-1 4-1 | Asselin (Dineen, Dau Mortensen) — 24 min 7 s |                  |
| Erik Hanses      | Gardiens | Jeff Frazee         |                                              |                  |
| 31 min           | Pénalités | 12 min              |                                              |                  |
| 29               | Tirs | 19                  |                                              |                  |

| 6 septembre 2014 | Skellefteå AIK | 4-0 (2-0, 1-0, 1-0) | Krefeld Pinguine | Skellefteå Kraft Arena, Skellefteå |

| Feuille de match | Feuille de match | Feuille de match | Feuille de match | Feuille de match |
| ---------------- | --- | ---------------- | ---------------- | ---------------- |
|                  | Petterstrom (Holmström (sv), Burstrom) — 7 min 4 s (SN) Forssell (Lundberg, Burstrom) — 7 min 59 s Norman (Aho, Lindholm) — 23 min 46 s Sundqvist (Lindholm, Lundberg) — 54 min 42 s (SN) | 1-0 2-0 3-0 4-0  |                  |                  |
| Markus Svensson  | Gardiens | Tomas Duba       |                  |                  |
| 16 min           | Pénalités | 84 min           |                  |                  |
| 47               | Tirs | 11               |                  |                  |

| 6 septembre 2014 | IFK Helsinki | 10-1 (4-0, 4-1, 2-0) | SønderjyskE Ishockey | Helsingin Jäähalli, Helsinki |

| Feuille de match           | Feuille de match | Feuille de match                             | Feuille de match          | Feuille de match |
| -------------------------- | --- | -------------------------------------------- | ------------------------- | ---------------- |
|                            | Partanen (Auvitu, Ramstedt) — 33 s Rask — 6 min 2 s Ramstedt (Zaborsky, Honkaheimo) — 11 min 39 s (IN) Zaborsky (Moberg, Rask) — 14 min 31 s Kuparinen (Taipalus, Söderholm) — 24 min 8 s (SN) Leino (Honkaheimo, Blomqvist) — 24 min 34 s Zaborsky (Kuparinen, Auvitu) — 26 min 47 s Nykopp — 35 min 40 s (TP) Partanen (Ramstedt, Puustinen) — 49 min 58 s Luttinen (Asten, Nykopp) — 58 min 56 s | 1-0 2-0 3-0 4-0 5-0 6-0 7-0 8-0 8-1 9-1 10-1 | Dineen — 38 min 20 s (IN) |                  |
| Ville Husso Kevin Lankinen | Gardiens | Jeff Frazee                                  |                           |                  |
| 10 min                     | Pénalités | 30 min                                       |                           |                  |
| 40                         | Tirs | 17                                           |                           |                  |

| 24 septembre 2014 | Krefeld Pinguine | 3-4 (2-1, 0-0, 1-3) | SønderjyskE Ishockey | König Palast, Krefeld 2 024 spectateurs |

| Feuille de match | Feuille de match | Feuille de match            | Feuille de match | Feuille de match                           |
| ---------------- | --- | --------------------------- | --- | ------------------------------------------ |
|                  | Courchaine (Hauner, St-Pierre) — 5 min 16 s (SN) Courchaine (Long, Fischer) — 9 min 36 s (SN) Hauner (Long, Courchaine) — 45 min (SN) | 1-0 2-0 2-1 3-1 3-2 3-3 3-4 | Spelling (Lykkeskov, Quirk) — 10 min 16 s Lund (Eskesen, Frank) — 45 min 33 s Gotto (Dineen, Quirk) — 53 min 10 s Lykkeskov (Quirk, Spelling) — 54 min 54 s | Arbitrage : Fonselius Haupt Schrader Hoppe |
| Patrick Klein    | Gardiens | Jeff Frazee                 | | Arbitrage : Fonselius Haupt Schrader Hoppe |
| 6 min            | Pénalités | 10 min                      | | Arbitrage : Fonselius Haupt Schrader Hoppe |
| 27               | Tirs | 31                          | | Arbitrage : Fonselius Haupt Schrader Hoppe |

| 24 septembre 2014 | Skellefteå AIK | 3-0 (0-0, 2-0, 1-0) | IFK Helsinki | Skellefteå Kraft Arena, Skellefteå 2 812 spectateurs |

| Feuille de match | Feuille de match | Feuille de match | Feuille de match | Feuille de match                      |
| ---------------- | --- | ---------------- | ---------------- | ------------------------------------- |
|                  | Widing (Holmström (sv), Forssell) — 26 min 24 s (SN) Widing (P. Lindholm, Norman) — 38 min 25 s A. Lindholm (Lundberg) — 58 min 5 s | 1-0 2-0 3-0      |                  | Arbitrage : Wehrli Holm Ahlström Käck |
| Erik Hanses      | Gardiens | Ville Husso      |                  | Arbitrage : Wehrli Holm Ahlström Käck |
| 4 min            | Pénalités | 10 min           |                  | Arbitrage : Wehrli Holm Ahlström Käck |
| 36               | Tirs | 17               |                  | Arbitrage : Wehrli Holm Ahlström Käck |

| 7 octobre 2014 | IFK Helsinki | 5-3 (2-1, 1-0, 2-2) | Skellefteå AIK | Helsingin Jäähalli, Helsinki 3 083 spectateurs |

| Feuille de match | Feuille de match | Feuille de match                | Feuille de match                                                                                                 | Feuille de match |
| ---------------- | --- | ------------------------------- | --- | ---------------- |
|                  | Elkins (Rask, Zaborsky) — 3 min 57 s Elkins (Zaborsky, Auvitu) — 14 min 6 s Ikonen (Luttinen, Teppo) — 34 min 5 s Partanen (Leino, Ramstedt) — 51 min 44 s Elkins (Ramstedt) — 59 min 56 s (IN + CV) | 0-1 1-1 2-1 3-1 4-1 4-2 4-3 5-3 | Ohman (Aho, Lundberg) — 3 min 19 s (SN) Calof (Aho, Lindholm) — 57 min 49 s Lehtonen (Aho, Widing) — 59 min 29 s |                  |
| Ville Husso      | Gardiens | Erik Hanses                     | |                  |
| 6 min            | Pénalités | 4 min                           | |                  |
| 19               | Tirs | 34                              | |                  |

| 7 octobre 2014 | SønderjyskE Ishockey | 4-5 (0-2, 3-1, 1-2) | Krefeld Pinguine | SE Arena, Vojens 2 021 spectateurs |

| Feuille de match | Feuille de match | Feuille de match                    | Feuille de match | Feuille de match                           |
| ---------------- | --- | ----------------------------------- | --- | ------------------------------------------ |
|                  | Asselin — 29 min 11 s Asselin (Quirk) — 39 min 17 s (SN) Spelling (Dineen) — 39 min 47 s Asselin (Quirk, Gotto) — 49 min 51 s (SN) | 0-1 0-2 1-2 1-3 2-3 3-3 3-4 4-4 4-5 | Pietta (St-Pierre) — 4 min 28 s (SN) Vasiljevs (Hanusch, Supis) — 12 min 1 s Courchaine (Schymainski, Pietta) — 37 min 49 s Sofron (Driendl, Vasiljevs) — 47 min 25 s Hauner (Kretschmann, Sofron) — 57 min 48 s | Arbitrage : Leppanen Grumsen Jensen Haurum |
| Jon Lee-Olsen    | Gardiens | Patrick Klein                       | | Arbitrage : Leppanen Grumsen Jensen Haurum |
| 8 min            | Pénalités | 12 min                              | | Arbitrage : Leppanen Grumsen Jensen Haurum |
| 31               | Tirs | 30                                  | | Arbitrage : Leppanen Grumsen Jensen Haurum |

### Classement final
| Clt   | Équipe               | PJ | V | VP | D | DP | BP | BC | Diff | Pts |
| ----- | -------------------- | -- | - | -- | - | -- | -- | -- | ---- | --- |
| +001, | Skellefteå AIK       | 6  | 5 | 0  | 1 | 0  | 20 | 8  | +12  | 15  |
| +002, | HIFK                 | 6  | 4 | 1  | 1 | 0  | 31 | 15 | +16  | 14  |
| +003, | SønderjyskE Ishockey | 6  | 1 | 0  | 4 | 1  | 15 | 31 | -16  | 4   |
| +004, | Krefeld Pinguine     | 6  | 1 | 0  | 5 | 0  | 13 | 25 | -12  | 3   |

- Qualifié pour les huitièmes de finale

## Groupe K

### Matches
| 22 août 2014 | Nottingham Panthers | 2-4 (0-2, 2-0, 0-2) | Lukko Rauma | National Ice Centre, Nottingham |

| Feuille de match | Feuille de match                                                            | Feuille de match        | Feuille de match | Feuille de match |
| ---------------- | --------------------------------------------------------------------------- | ----------------------- | --- | ---------------- |
|                  | Lee (Robinson, Cohen) — 22 min 46 s Lee (Farmer, Graham) — 25 min 47 s (SN) | 0-1 0-2 1-2 2-2 2-3 2-4 | Koivisto — 4 min 45 s Lahti (Nurmi, Niskala) — 8 min 3 s Ahtola — 45 min 25 s Gagnon (Vahalahti, Kousa) — 48 min 38 s (SN) |                  |
| Craig Kowalski   | Gardiens                                                                    | Ryan Zapolski           | |                  |
| 12 min           | Pénalités                                                                   | 8 min                   | |                  |
| 22               | Tirs                                                                        | 44                      | |                  |

| 22 août 2014 | Hambourg Freezers | 1-4 (0-4, 1-0, 0-0) | Luleå HF | O2 World Hamburg, Hambourg |

| Feuille de match   | Feuille de match                            | Feuille de match    | Feuille de match | Feuille de match |
| ------------------ | ------------------------------------------- | ------------------- | --- | ---------------- |
|                    | Mitchell (Roy, Schubert) — 38 min 34 s (SN) | 0-1 0-2 0-3 0-4 1-4 | Wallmark (Zaar, Ledin) — 1 min 41 s Ledin (Zaar, Ch. Abbott) — 5 min 11 s (SN) Granström (Dixon, Savilahti-Nagander) — 12 min 13 s (SN) Ledin (Ch. Abbott, Zaar) — 17 min 48 s (2 SN) |                  |
| Dimitrij Kotschnew | Gardiens                                    | Daniel Larsson      | |                  |
| 51 min             | Pénalités                                   | 8 min               | |                  |
| 25                 | Tirs                                        | 35                  | |                  |

| 24 août 2014 | Nottingham Panthers | 1-10 (1-2, 0-6, 0-2) | Luleå HF | National Ice Centre, Nottingham |

| Feuille de match               | Feuille de match                               | Feuille de match                             | Feuille de match | Feuille de match |
| ------------------------------ | ---------------------------------------------- | -------------------------------------------- | --- | ---------------- |
|                                | Benedict (Lachowicz, Cohen) — 16 min 31 s (SN) | 0-1 0-2 1-2 1-3 1-4 1-5 1-6 1-7 1-8 1-9 1-10 | Sandström — 3 min 19 s Fabricius — 5 min 54 s Cam Abbott (Petrell, Fagerudd) — 20 min 41 s (SN) Fabricius — 22 min 16 s Dixon (Petrell, Cehlarik) — 22 min 42 s Dixon — 33 min 21 s (SN) Fabricius — 37 min 31 s (IN) Nakyva (Wallmark, Ledin) — 38 min 35 s Cam Abbott (Dixon, Lundqvist) — 56 min 51 s (SN) Petrell (Cam Abbott, Dixon) — 59 min 10 s (SN) |                  |
| Craig Kowalski Martins Raitums | Gardiens                                       | Daniel Larsson                               | |                  |
| 16 min                         | Pénalités                                      | 10 min                                       | |                  |
| 18                             | Tirs                                           | 42                                           | |                  |

| 24 août 2014 | Hambourg Freezers | 0-3 (0-0, 0-1, 0-2) | Lukko Rauma | O2 World, Hambourg |

| Feuille de match | Feuille de match | Feuille de match | Feuille de match | Feuille de match |
| ---------------- | ---------------- | ---------------- | --- | ---------------- |
|                  |                  | 0-1 0-2 0-3      | Kousa (Ahtola, Vauhkonen) — 24 min 50 s Nurmi (Gagnon, Vahalahti) — 40 min 39 s Virtanen (Ahtola, Niskala) — 48 min 20 s (SN) |                  |
| Sébastien Caron  | Gardiens         | Ryan Zapolski    | |                  |
| 14 min           | Pénalités        | 10 min           | |                  |
| 26               | Tirs             | 39               | |                  |

| 5 septembre 2014 | Lukko Rauma | 6-2 (4-0, 1-1, 1-1) | Nottingham Panthers | Kivikylän Areena, Rauma |

| Feuille de match             | Feuille de match | Feuille de match                | Feuille de match                                                                        | Feuille de match                                                |
| ---------------------------- | --- | ------------------------------- | --------------------------------------------------------------------------------------- | --------------------------------------------------------------- |
|                              | Gagnon (Vahalahti, Nurmi) — 6 min 54 s Vahalahti (Nurmi, Gagnon) — 14 min 10 s Niskala (Gagnon, Vahalahti) — 17 min 1 s Piitulainen (Ahtola, Jo. Virtanen) — 19 min 7 s (SN) - Ahtola (Koski, Tikkanen) — 35 min 9 s H. Koivisto (T. Koivisto, Lahti) — 44 min 43 s - | 1-0 2-0 3-0 4-0 4-1 5-1 6-1 6-2 | - Mosey (Robinson, Benedict) — 34 min 24 s - Benedict (Wild, Jacina) — 57 min 20 s (SN) | Arbitrage : Mikael Holm Antti Boman Joonas Saha Sakari Suominen |
| Ryan Zapolski Oskari Setanen | Gardiens | Craig Kowalski                  |                                                                                         | Arbitrage : Mikael Holm Antti Boman Joonas Saha Sakari Suominen |
| 8 min                        | Pénalités | 8 min                           |                                                                                         | Arbitrage : Mikael Holm Antti Boman Joonas Saha Sakari Suominen |
| 35                           | Tirs | 15                              |                                                                                         | Arbitrage : Mikael Holm Antti Boman Joonas Saha Sakari Suominen |

| 5 septembre 2014 | Luleå HF | 6-0 (1-0, 2-0, 3-0) | Hambourg Freezers | Coop Norrbotten Arena, Luleå |

| Feuille de match | Feuille de match | Feuille de match        | Feuille de match | Feuille de match |
| ---------------- | --- | ----------------------- | ---------------- | ---------------- |
|                  | Ledin — 7 min 14 s (SN) Petrell (Cam Abbott, Dixon) — 21 min 40 s (SN) Fogstrom (Fabricius, Mannberg) — 38 min 12 s Wallmark — 41 min 33 s (SN) Granstrom (Ch. Abbott, Cam Abbott) — 45 min 6 s Zaar (Ledin, Wallmark) — 47 min 23 s (SN) | 1-0 2-0 3-0 4-0 5-0 6-0 |                  |                  |
| Daniel Larsson   | Gardiens | Sébastien Caron         |                  |                  |
| 2 min            | Pénalités | 16 min                  |                  |                  |
| 30               | Tirs | 26                      |                  |                  |

| 7 septembre 2014 | Luleå HF | 9-1 (4-0, 3-0, 2-1) | Nottingham Panthers | Coop Norrbotten Arena, Luleå |

| Feuille de match | Feuille de match | Feuille de match                        | Feuille de match   | Feuille de match |
| ---------------- | --- | --------------------------------------- | ------------------ | ---------------- |
|                  | Dixon — 3 min 54 s Zaar (Nakyva, Wallmark) — 9 min 42 s (SN) Wallmark — 14 min 39 s (SN) Cehlarik — 15 min 4 s Ledin — 22 min 41 s Cam Abbott (Hjelm, Kukan) — 23 min 59 s Zaar — 25 min 4 s Ch. Abbott — 42 min Forsberg (Fogstrom, Savilahti-Nagander) — 52 min 8 s | 1-0 2-0 3-0 4-0 5-0 6-0 7-0 8-0 9-0 9-1 | Wild — 56 min 49 s |                  |
| Joel Lassinantti | Gardiens | Craig Kowalski                          |                    |                  |
| 4 min            | Pénalités | 20 min                                  |                    |                  |
| 46               | Tirs | 16                                      |                    |                  |

| 7 septembre 2014 | Lukko Rauma | 5-0 (0-0, 3-0, 2-0) | Hambourg Freezers | Kivikylän Areena, Rauma |

| Feuille de match | Feuille de match | Feuille de match    | Feuille de match | Feuille de match |
| ---------------- | --- | ------------------- | ---------------- | ---------------- |
|                  | H. Koivisto (T. Koivisto, Jaatinen) — 29 min 43 s Nurmi (Gagnon, Vahalahti) — 30 min 16 s (SN) Tikkanen (Lahti, T. Koivisto) — 38 min 25 s T. Koivisto — 45 min 9 s Nurmi — 45 min 58 s (SN) | 1-0 2-0 3-0 4-0 5-0 |                  |                  |
| Ryan Zapolski    | Gardiens | Dimitrij Kotschnew  |                  |                  |
| 26 min           | Pénalités | 17 min              |                  |                  |
| 14               | Tirs | 36                  |                  |                  |

| 23 septembre 2014 | Nottingham Panthers | 3-1 (1-1, 1-0, 1-0) | Hambourg Freezers | National Ice Centre, Nottingham |

| Feuille de match | Feuille de match | Feuille de match                   | Feuille de match                               | Feuille de match                                            |
| ---------------- | --- | ---------------------------------- | ---------------------------------------------- | ----------------------------------------------------------- |
|                  | Wild (S. Lee, Graham) — 8 min 17 s Robinson (Lachowicz, Mosey) — 32 min 29 s (SN) Lachowicz (Robinson, Lawrence) — 44 min 53 s | 1-0 1-1 2-1 3-1                    | Pettinger (Oppenheimer, Sertich) — 12 min 25 s | Arbitrage : Antti Boman Miik Hicks Lee Young James Kavanagh |
| Craig Kowalski   | Gardiens | Dimitrij Kotschnew Sébastien Caron |                                                | Arbitrage : Antti Boman Miik Hicks Lee Young James Kavanagh |
| 12 min           | Pénalités | 16 min                             |                                                | Arbitrage : Antti Boman Miik Hicks Lee Young James Kavanagh |
| 29               | Tirs | 36                                 |                                                | Arbitrage : Antti Boman Miik Hicks Lee Young James Kavanagh |

| 23 septembre 2014 | Luleå HF | 3-1 (0-0, 1-1, 2-0) | Lukko Rauma | Coop Norrbotten Arena, Luleå |

| Feuille de match | Feuille de match | Feuille de match | Feuille de match                     | Feuille de match                                                    |
| ---------------- | --- | ---------------- | ------------------------------------ | ------------------------------------------------------------------- |
|                  | Wallmark (Ch. Abbott, Zaar) — 33 min 53 s (SN) Granström (Näkyvä, Mannberg) — 44 min 56 s Sylvegård (Ch. Abbott) — 49 min 42 s | 1-0 1-1 2-1 3-1  | Nurmi (Koski, Niskala) — 37 min 27 s | Arbitrage : Tobias Werhli Tobias Björk Jan Sandström Emil Yletyinen |
| Joel Lassinantti | Gardiens | Oskari Setanen   |                                      | Arbitrage : Tobias Werhli Tobias Björk Jan Sandström Emil Yletyinen |
| 10 min           | Pénalités | 20 min           |                                      | Arbitrage : Tobias Werhli Tobias Björk Jan Sandström Emil Yletyinen |
| 34               | Tirs | 21               |                                      | Arbitrage : Tobias Werhli Tobias Björk Jan Sandström Emil Yletyinen |

| 7 octobre 2014 | Lukko Rauma | 2-0 (0-0, 2-0, 0-0) | Luleå HF | Kivikylän Areena, Rauma 2 514 spectateurs |

| Feuille de match | Feuille de match                                                                               | Feuille de match | Feuille de match | Feuille de match |
| ---------------- | ---------------------------------------------------------------------------------------------- | ---------------- | ---------------- | ---------------- |
|                  | Tikkanen (Koivisto, Lahti) — 24 min 38 s (SN) Piitulainen (Koivisto, Nurmi) — 39 min 21 s (SN) | 1-0 2-0          |                  |                  |
| Oskari Setanen   | Gardiens                                                                                       | Daniel Larsson   |                  |                  |
| 10 min           | Pénalités                                                                                      | 12 min           |                  |                  |
| 19               | Tirs                                                                                           | 28               |                  |                  |

| 7 octobre 2014 | Hambourg Freezers | 6-0 (1-0, 5-0, 0-0) | Nottingham Panthers | O2 World, Hambourg |

| Feuille de match   | Feuille de match | Feuille de match        | Feuille de match | Feuille de match |
| ------------------ | --- | ----------------------- | ---------------- | ---------------- |
|                    | Pettinger — 13 min 11 s (TP) Clark (Flaake, Westcott) — 25 min 52 s Krämmer (Jakobsen, Mitchell) — 29 min 58 s Madsen (Roy, Sertich) — 33 min 21 s (SN) Flaake (Festerling) — 36 min 35 s Mitchell (Schubert, Westcott) — 39 min 18 s | 1-0 2-0 3-0 4-0 5-0 6-0 |                  |                  |
| Dimitrij Kotschnew | Gardiens | Craig Kowalski          |                  |                  |
| 20 min             | Pénalités | 14 min                  |                  |                  |
| 40                 | Tirs | 25                      |                  |                  |

### Classement final
| Clt   | Équipe              | PJ | V | VP | D | DP | BP | BC | Diff | Pts |
| ----- | ------------------- | -- | - | -- | - | -- | -- | -- | ---- | --- |
| +001, | Lukko Rauma         | 6  | 5 | 0  | 1 | 0  | 21 | 7  | +14  | 15  |
| +002, | Luleå HF            | 6  | 5 | 0  | 1 | 0  | 32 | 6  | +26  | 15  |
| +003, | Hambourg Freezers   | 6  | 1 | 0  | 5 | 0  | 8  | 21 | -13  | 3   |
| +004, | Nottingham Panthers | 6  | 1 | 0  | 5 | 0  | 9  | 36 | -27  | 3   |

- Qualifié pour les huitièmes de finale